# 佐藤琢磨
佐藤 琢磨（さとう たくま、1977年1月28日 - ）は、日本のレーシングドライバー。東京都出身。
2002年から2008年までF1、2010年からはインディカー・シリーズに参戦。2017年にアジア人(日本人)として初めて最高峰である「インディ500」で優勝し、2020年に2度目の制覇。
身長:164cm、体重:59kg。血液型:RH+ A型。マネジメント契約先はスポーツビズ。
「琢磨」と下の名前で呼ばれる事が多い。英語圏での愛称は“Taku”。早稲田大学人間科学部中退。
2012年より中日本自動車短期大学客員教授を務め、2019年より鈴鹿サーキットレーシングスクールの「SRS-Kart」「SRS-Formula」のPrincipalに就任。

## プロフィール
和光学園高等学校卒業後、早稲田大学人間科学部スポーツ科学科（現・スポーツ科学部）に入学。10歳の時に鈴鹿サーキットで初めてF1を観戦したことからモータースポーツに対して強い憧れを抱きつつも、19歳までは自転車競技に身を投じていた。部の無かった高校に部を立ち上げ、顧問一人部員一人で競技開始。94年、インターハイ優勝。95年、インターカレッジ、2位。同年の国体、6位。96年、全日本学生選手権優勝などの記録を残している。
1996年、ホンダと鈴鹿サーキットがフォーミュラカーを用いたレーシングスクール、鈴鹿サーキット・レーシング・スクール・フォーミュラ（SRS-F）を設立したことを知ると、モータースポーツの世界に飛び込むことを決心。大学を休学して、まずはカートを始め、モータースポーツ歴わずか半年で競争率10倍の難関を突破してSRS-Fへ入学した。他の上位の受講生達と同じく時には講師陣を上回る速さを見せた。1997年首席で卒業。

## 全日本F3選手権
前年のSRS-Fを首席で卒業して獲得したスカラシップにより、1998年は無限×童夢プロジェクトから全日本F3選手権へのデビューを果たすが、2戦に出走した後、シーズン半ばに渡英する。この時期、合わせて中谷明彦が主宰するドライビングアカデミー「中谷塾」も受講し、こちらも首席で卒業している。
ただし渡英当時、琢磨は日本で道路交通法違反による免許取消処分を受けていて、モータースポーツライセンスの前提として有効な運転免許の所持を要求する日本自動車連盟（JAF）管轄下のレースに出走することができなくなっていたとされる。このため、当時の所属チームであった童夢社長の林みのるなど複数の関係者が「琢磨がレース活動を継続するためには海外のレースに活路を求めるしかなかった」と指摘している。

## イギリスF3選手権
イギリスでは、F1関係者も注目するイギリスF3で失敗すれば二度と取り返すことができないと考え、まずはF3より格下のジュニア・フォーミュラであるフォーミュラ・ボクスホールJr.にダイヤモンド・レーシングより参戦し、その後に満を持してカーリン・モータースポーツより2000年と2001年にイギリスF3選手権にフル参戦。
2000年前半はミスやクラッシュが目立っていた。また、チームのミスもあり冴えない結果に。しかし、スタートとタイヤが冷えた状態やウェットコンディションでのドライビングは他のドライバーを圧倒する場面も見られた（2000年マカオGP初日ウエット状態でのフリー走行で2位以下を2秒引き離してのトップタイムをマークした。予選2位、決勝リタイア）。2000年の後半は2000年王者であるアントニオ・ピッツォニアをも引き離し、2000年度イギリスF3においてシリーズ3位でシーズンを終えた。また、イギリスの週刊誌オートスポーツで2000年度最速ドライバーとして評価されるなどして、2001年イギリスF3チャンピオン最有力候補とされた。
2001年には前評判通り日本人初のイギリスF3チャンピオンを獲得し、国際F3レース（マールボロマスターズ、マカオGP）も制してF3ドライバーとして世界の頂点を極めた。
また英オートスポーツでF3、2シーズンでイギリスF3+国際F3+スポット参戦フランスF3の通算19勝を挙げて、F3史上最も成功したドライバーとして紹介された。
- 1998年:フォーミュラ・ボクスホールJr.参戦、フォーミュラオペル・ウィンター3位
- 1999年:イギリスF3ナショナルクラス3勝、マカオ・エリクソンチャレンジ優勝

## F1

### ジョーダン

#### 2002年
2001年10月に、ホンダエンジンを搭載するジョーダンのレギュラードライバーとして2002年シーズンのF1に参戦することが決定し、史上7人目の日本人フルタイムF1ドライバーとなった。初めてレーシングカートに乗ってから僅か5年でF1のシートを獲得するのは奇跡に近い快挙であると言われた。しかし、この年のジョーダンチームは前年に多くの主要なエンジニアが流出したうえ、2001年シーズンまでのメインスポンサーであったベンソン&ベッジスが支援を縮小したことなどから資金不足に陥った。シーズン中のテストもままならない状況で、入賞は日本GPでの決勝5位・2ポイントのみに留まったものが予選・決勝共にチームメイトのジャンカルロ・フィジケラに引けを取らないパフォーマンスを見せ、翌2003年はジョーダンで2年目を迎える予定だったが、ホンダがエンジン供給先をB・A・Rに絞りジョーダンから引き上げたため、事実上解雇される。それに伴い、B・A・Rのテストドライバーとして移籍する事になる。

### B・A・R

#### 2003年
2003年シーズンは、翌2004年以降のレギュラードライバー昇格のオプション付でリザーブ兼テストドライバーとしてB・A・Rに移籍。リザーブドライバーとしてレースに全戦帯同し、レースの合間にテスト走行をこなすこととなった。最終戦日本GPでは、翌年のシートを失うことが確実になっていたレギュラー・ドライバーのジャック・ヴィルヌーヴがモチベーションを失って急遽参戦を取り止めたために代役で出走。約1年ぶりの実戦となったが、6位入賞を果たす。この入賞で獲得した3ポイントによってB・A・Rはコンストラクターズランキングでザウバーを逆転した。また、この年にはF1以外の活動として、自転車選手だった経歴を活かして「ツール・ド・フランス」の一般参加部門である「エタップ・ド・ツール」にもゲストとして出場している（アキレス腱痛により途中リタイア）。

#### 2004年

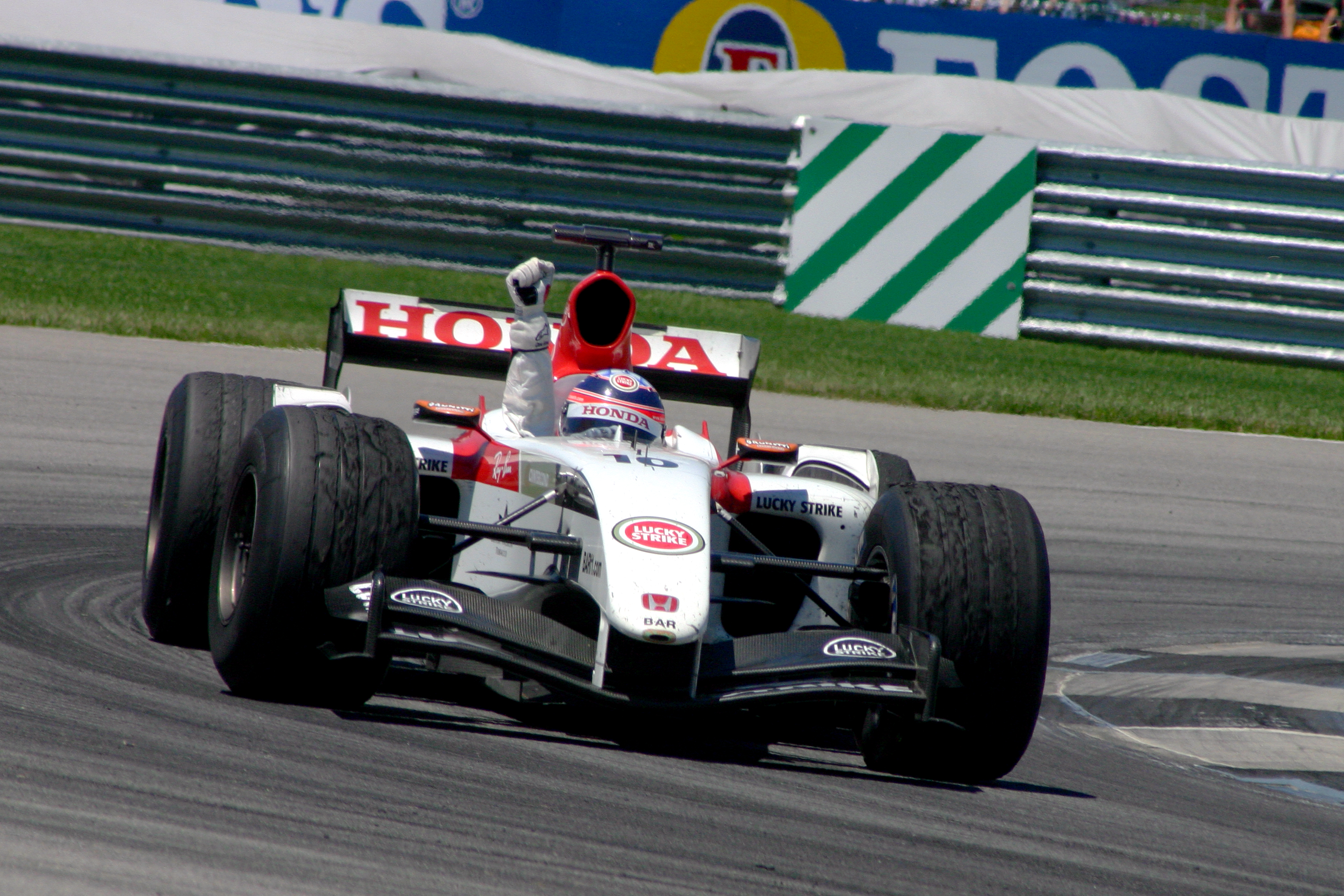
2004年アメリカGP

2004年シーズンはB・A・Rのレギュラードライバーに昇格。この年のマシン「B・A・R 006」が速さを見せ、各レースで上位争いに加わっていく。
このシーズンは、スペインGP、アメリカGP、ハンガリーGPにおいて予選3位を記録するなど速さを見せ付ける。しかし、前半戦においては、マシントラブルなどでリタイヤしたレースがいくらかあり、ポイント獲得の機会を失う場合もあった。
しかしその状況でもヨーロッパGPで日本人初のセッションリーダー（予選1回目）、フロントロー獲得、ラップリーダーを記録。さらにアメリカGPで日本人最高位タイの3位フィニッシュを果たした。
この年のB・A・Rは、チームメイトのジェンソン・バトンが2位表彰台を4回、3位表彰台を6回獲得するなど、非常に力強い戦闘力を保持し、フェラーリに次ぐコンストラクター2位を獲得した。

#### 2005年
この年にイギリスからモナコに移住した。

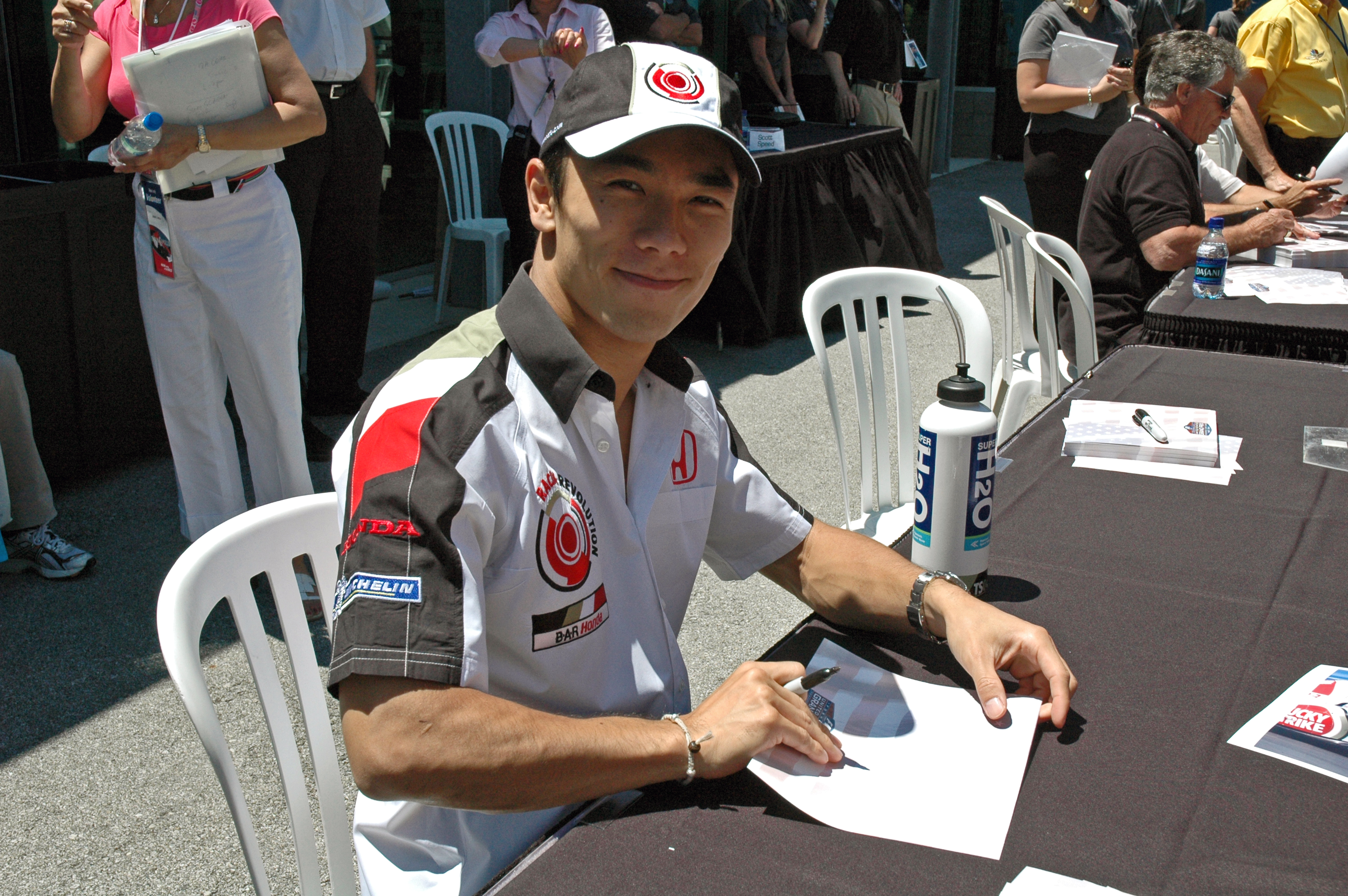
2005年アメリカGPにて

2005年シーズンは前年とは打って変わって苦難の連続であった。開幕のオーストラリアGPでは最後尾スタートから決勝14位に留まり、巻き返しを期したマレーシアGPではウイルス性の発熱により欠場の憂き目にあった。第4戦サンマリノGPでは5位入賞でシーズン初ポイントを獲得したはずがマシンの重量不足でレギュレーション違反の裁定を下されリザルトを取り消された。加えてB・A・RはスペインGP、モナコGPの2レースの出場停止処分を科されたため、ほとんどまともにレースができないままシーズン序盤を浪費してしまった。後半に入るとバトンが復調していくのに対して琢磨の調子は戻らず、最終的にドライバーズポイントはハンガリーGPでの8位入賞による1ポイントのみと、デビュー以来最低の成績に沈んだ。

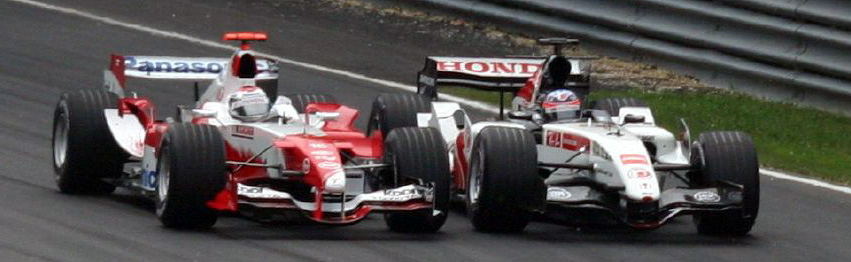
2005年カナダGP

2005年は琢磨はもとより、B・A・Rというチーム全体が混乱したシーズンとも言えたが、サーキット以外の部分でもそれは収まらず、琢磨自身もそれに巻き込まれていった。ウィリアムズに移籍するはずだったバトンが突如残留。もうひとつのシートについても、ルーベンス・バリチェロのフェラーリからの移籍が決定していたことから、2006年シーズンのB・A・Rでのレギュラードライバーの座を失うことになる。

### スーパーアグリF1

#### 2006年

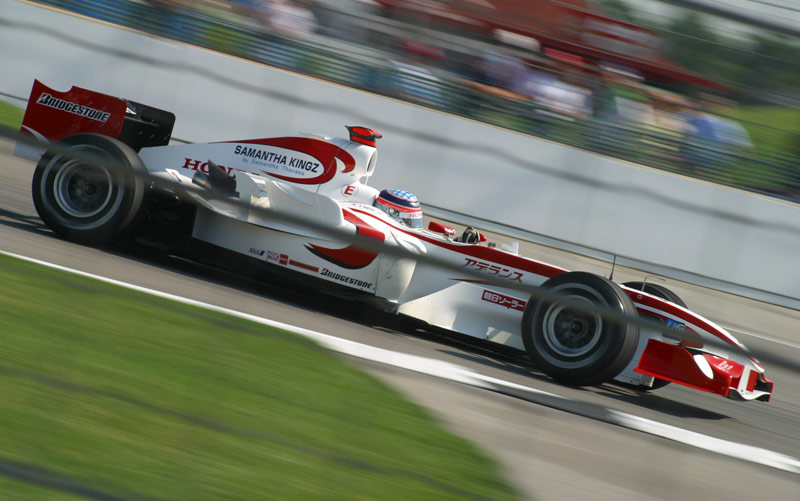
2006年アメリカGP

B・A・Rを離脱した2006年シーズンは複数チームからのオファーを受け、一時はウィリアムズと契約間近にあったが、ウィリアムズが2007年よりトヨタエンジン供給を受け、ホンダドライバーである琢磨との契約がネックとなり交渉は破談となったが、元F1ドライバーの鈴木亜久里がオーナーを務め、ホンダがエンジンを供給する新規参戦チーム スーパーアグリF1チームから参戦することとなった。
新規参入チームのうえ、前半戦はホンダエンジンこそ搭載しているものの基本的には4年落ちのアロウズのシャシーを現行レギュレーションに合致するように改良した「SA05」を使用していたために、チームメイトの井出有治と共に後方集団からも大きく離されて最下位を走ることが殆どだった。
ニューマシンのSA06を導入した当初も他チームからは離されていたが、マシンの熟成が進むと戦えるようになり日本GPではMF1レーシングの前でチェッカーを受けた。さらに最終戦ブラジルGPでは、チーム最高位の10位という結果を出すと共にチームメイトの山本左近とのダブル完走を果たした。

#### 2007年

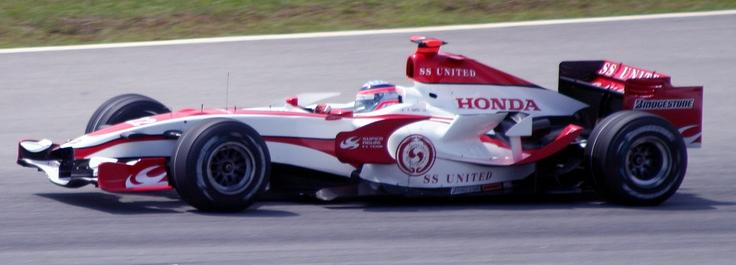
2007年マレーシアGP

2007年シーズンも同チームからファーストドライバーとしてエントリーし、イギリスF3時代のチームメイトであるアンソニー・デビッドソンとともに新型マシンの「SA07」をドライブする。
新型マシンであるSA07の戦闘力はSA06とは比較にならないほど高く、オーストラリアGPの予選ではチーム創設後初のQ3進出を果たし、予選10位を記録した（デビッドソンは11位）。その後のレースでもワークスホンダと同等以上の成績を収めており、第4戦スペインGPでは、終盤に給油システムの不具合で緊急ピットインし順位を落としたフィジケラを振り切り8位でチェッカーを受け、チームに初ポイントをもたらした。また、これは完全日本製パッケージ（日本のコンストラクター・日本人ドライバー・日本製エンジン・日本製タイヤ）で記録した、初のチャンピオンシップ・ポイントであった。第6戦カナダGPでは、荒れたレース展開の中でまずラルフ・シューマッハを、さらにタイヤを傷めてペースの上がらないフェルナンド・アロンソもオーバーテイクし6位でフィニッシュした。
シーズン後半はチームの資金不足で開発が進まずSA07はライバルとの競争から後れ始め、ポイントは取れないものの第11戦ハンガリーGP〜第17戦ブラジルGPまで7戦連続の完走を果す。

#### 2008年

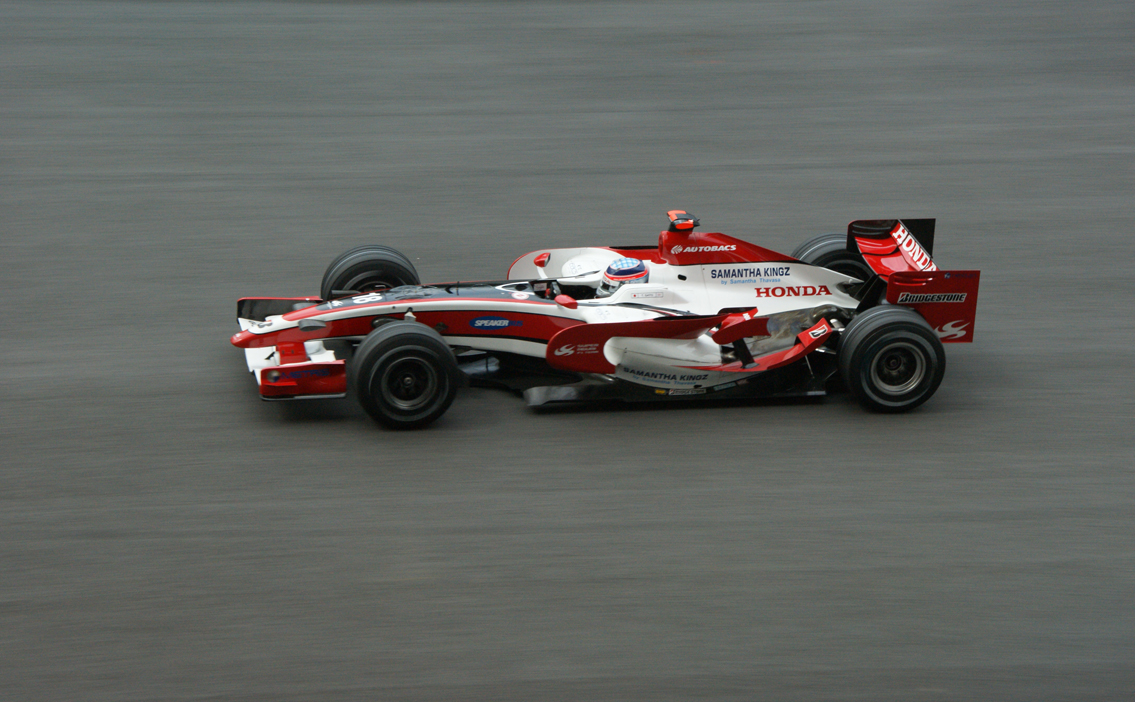
2008年マレーシアGP

2008年に入るとスーパーアグリF1チームの資金難が深刻化。ホンダが発表した参戦リストにチーム及び琢磨の名前がなく、2008年シーズンに参戦できない状況に陥ったが、開幕直前の3月10日に当座の資金の目処を付けて参戦を表明し、ファーストドライバーとしてエントリーした。しかし資金難によりマシン開発がほとんどできておらず、前年後半のような戦闘力の劣るマシンでのレースを余儀なくされた。開幕戦オーストラリアGPでは予選でQ2進出もできず、決勝もトラブルでリタイアした。だが、次戦のマレーシアGPからは予選のパフォーマンスは優れないものの、決勝では完走した。
5月6日、スーパーアグリF1チームがF1からの撤退を表明したため所属チームを失った。その後、ル・マン24時間レースやALMS、インディなどからオファーを受けるも全て断り、あくまでF1レギュラーシートを獲得する方向で交渉を進めていた。当時の琢磨自身もF1を引退する考えはまったくないことを表明していた。イギリスの月刊誌F1 Racingが行った歴代ドライバー100傑では、唯一の日本人ドライバーとして78位と評価された。
8月26日、来季F1復帰を目指しスクーデリア・トロ・ロッソとの交渉に入ったことが発表された。その後琢磨とセバスチャン・ブエミが9月17日からスペイン・ヘレスにて行なわれたテストに参加し、来期のレギュラードライバーとしてのテストを行った。シーズン終了後の11月17日及び18日の午前中にも再びテストに参加し、初日は全体トップ、2日目も午前中限定では全体トップのタイムを記録した（2日目全体のトップタイムは午後にレッドブルから出走したセバスチャン・ベッテルに更新された）。12月10日、11日にもヘレスで行われたテストに参加し、2日ともセバスチャン・ブエミに次ぐ2番手タイムをマークした。

#### 2009年
2月6日、2008年の3回のテストの後、レギュラードライバー決定を待っていた琢磨だったが、トロ・ロッソは2009年のドライバーラインナップをセバスチャン・ブエミとセバスチャン・ボーデの2人に決定し、トロ・ロッソ、及びレッドブル・レーシングとのテスト兼リザーブドライバーとしての交渉も不成立に終わった。
2009年7月3日にイギリスのボーリューにある国立自動車博物館で2004年に琢磨がドライブしたB・A・R 006が披露された。これは、第9戦アメリカグランプリにおいて自身初めての表彰台を獲得した時のマシンであり、新たに博物館の収蔵品に加えられることが決定したことによる。この披露会には琢磨自身も参加した。
オフシーズンにおいては、2010年より参戦する新規チームであるロータスF1チーム、及びグラビティによる買収で新体制となるルノーF1との交渉が行われていたが、これも実現することは無かった。また、2010年からのF1参戦を目指していたステファンGPのドライバー候補にも挙がっていた。
2008年のスペインGPが、F1における琢磨最後のレースとなった。

## NTT インディカー・シリーズ

### KVレーシング

#### 2010年

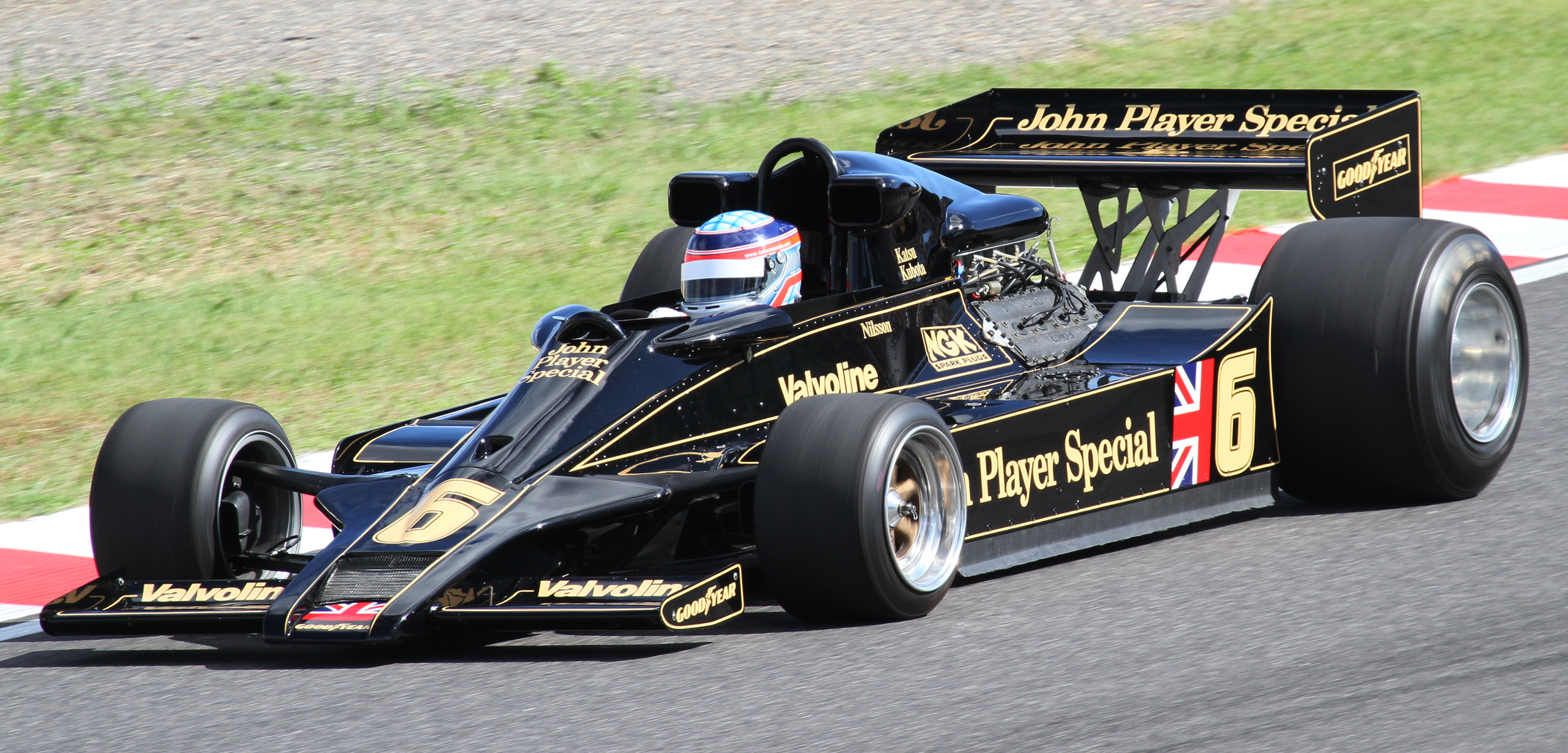
2010年日本グランプリにおいてロータス・78をドライブする佐藤

2月18日、東京でKVレーシングよりインディカー・シリーズに参戦することを発表した。また、F1復帰交渉に関して、ルノー、スクーデリア・トロ・ロッソ、ロータス、ステファンGPと交渉を行ったことも明らかにした。
2月24,25日にはバーバー・モータースポーツ・パークで合同テストが行われた。インディでの実質初テストにもかかわらず、11チーム21人の内、24日は7位、25日は6位でテストを終えた。
シリーズが始まると、9月19日にツインリンクもてぎで行われた第16戦インディジャパン300で、オーバルコースにおける自身最高順位である12位で完走した。
この年は予選では何度か上位につけたが、全17戦中8戦しか完走できなかったことなどもありランキング21位（最高位9位）でシーズンを終えた。
10月10日に行われたF12010年日本グランプリにおいてロータス・78のデモ走行をした。

#### 2011年

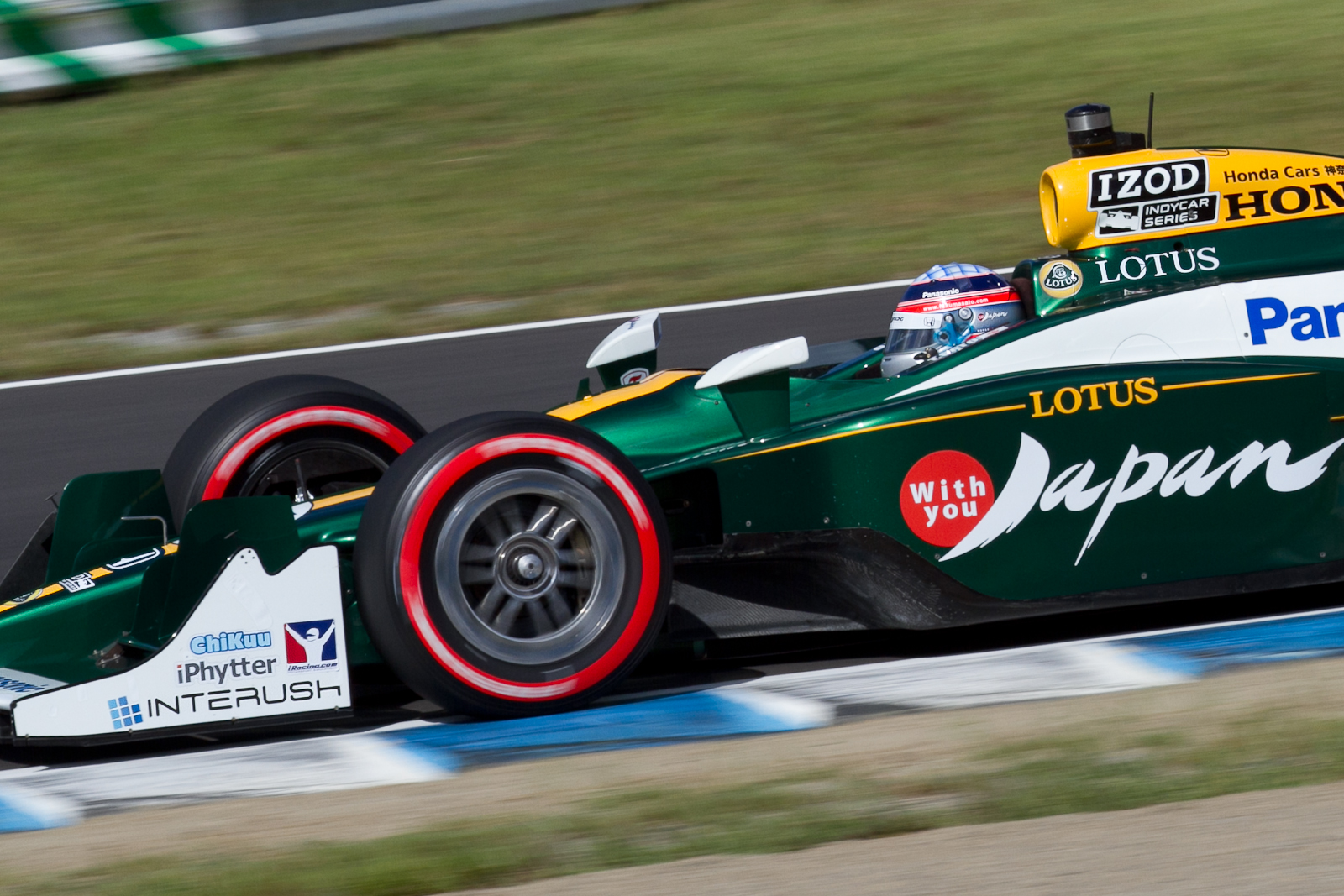
インディジャパン300参戦中の佐藤

2010年と同じく、KVレーシングからインディカー・シリーズに参戦することを2月4日に発表した。
3月27日に、セントピーターズバーグで開幕戦が行われたが、そこで自己ベストとなる5位入賞を果たした。第4戦サンパウロでは予選10番手からスタートし、雨の中で他者のクラッシュやマシントラブルなどで3位まで順位を上げたが、14周で日曜日のレースは赤旗中断となり月曜日に延期に。翌日再開されたレースではスタート直後に雨が降りだす展開の中で前を行く2台を交わしてトップに浮上し自身初のリードラップを記録、23周に渡ってトップを走行した。しかし、34周目からのフルコースコーションでチームはピットしない作戦を選択。レース中にフルコースコーションがあと一度でも出されれば給油なしで走りきれるという判断だったが、チームの思惑に反してその後フルコースコーションは出されず、給油のためにピットして順位を下げたことなどもあり最終的には8位でゴールした。
開幕4戦のロードやストリートでのレースが終わり、シリーズがオーバルのレースになっても前年を上回るパフォーマンスを見せ続けた。第5戦インディ500では予選でチーム最上位の10位獲得も決勝では序盤でクラッシュによりリタイア。第6戦テキサスでは第1レースでオーバル自己最高の5位に入り、第7戦ミルウォーキーでも8位に入る。第8戦アイオワの決勝では終盤にアウトラップでバンプに乗り上げるミスをし、リタイアを喫して19位に終わったがインディカー・シリーズで日本人初となるポールポジションを獲得している。屈指の難易度を誇る第11戦ミッドオハイオにて4位フィニッシュ。ベストリザルトを更新した。
しかしそれ以降は下位に沈むレースが増え、シングルフィニッシュも第12戦ニューハンプシャーの7位のみとなる。総合ランキングはチームメイトのトニー・カナーンの5位に対し、13位に留まった。

### レイホール・レターマン・ラニガン・レーシング（第1期）

#### 2012年

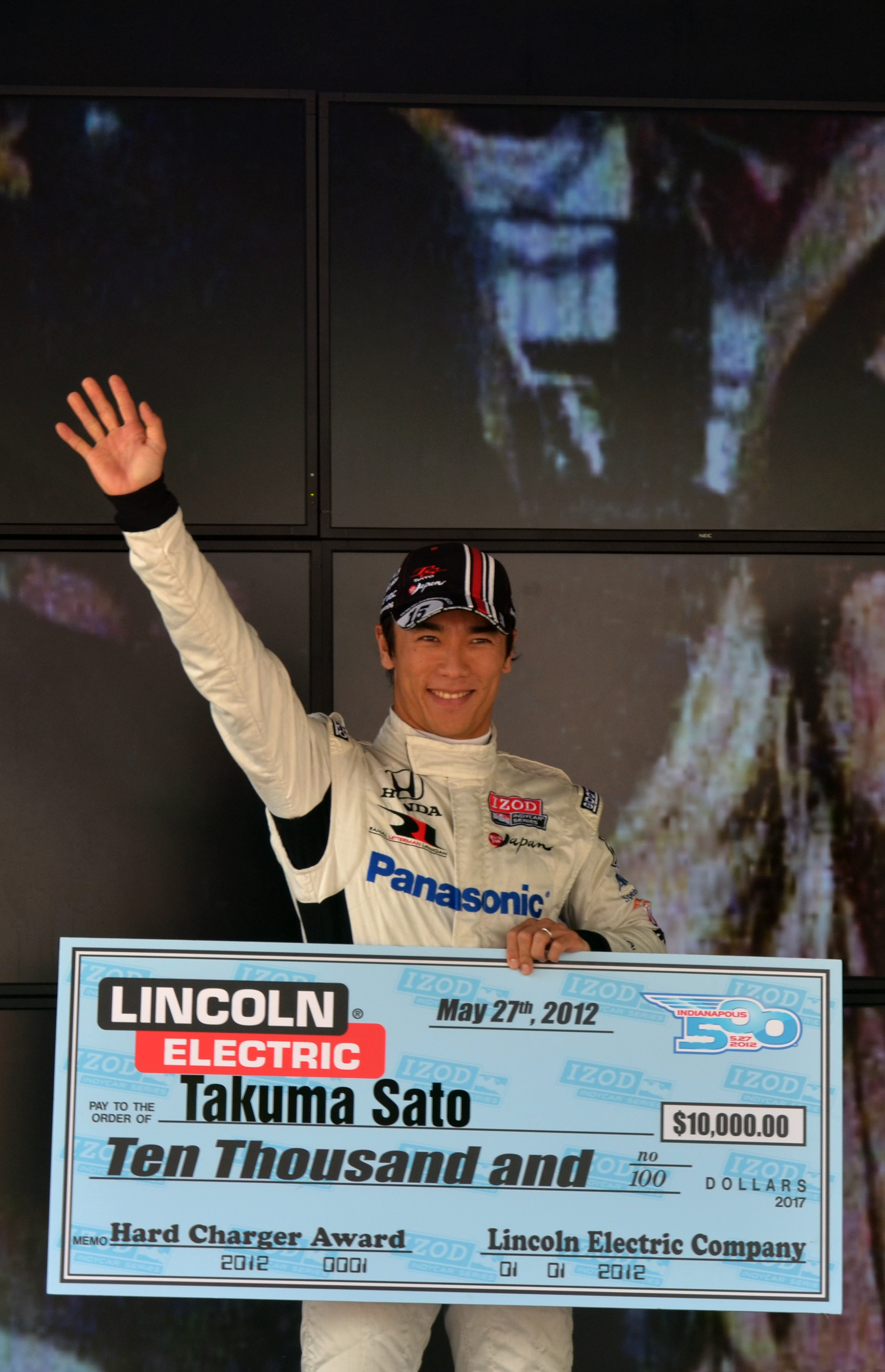
インディ500で"Hard Charger award"を受賞した佐藤

2月3日、この年よりインディカー・シリーズフル参戦を表明するレイホール・レターマン・ラニガン・レーシング（RLR）に移籍することが発表された。
開幕戦セントピーターズバーグでは一時ラップリーダーになるも電気系トラブルでリタイアに終わる。第3戦ロングビーチでは3位でファイナルラップに入るもライアン・ハンター＝レイと接触しスピン、シーズンで初めて完走出来たものの8位に留まった。第4戦ブラジルのサンパウロではエンジン・トラブルのため前日の予選に出走できず、最後尾から一つ前の25位からのスタートとなるも、巧みなピット戦略も駆使した驚異的な追い上げで自己最高の3位となり初の表彰台に上がる。
自身3度目のインディ500では、19番手スタートからポジションを上げ119周目にラップリーダーに立つ。その後31周をリードしつつトップ集団に留まる走りを見せる。199周目にはスコット・ディクソンを抜いて2位に上がる。そのまま先頭のダリオ・フランキッティの真後ろ（2位）でファイナルラップに入り、ターン1にフランキッティと並び進入した。しかしフランキッティが残したスペースは狭く、インの白線を踏まされバランスを失いスピンしたマシンはウォールに接触、日本人初優勝はならなかったが自己ベストの17位でレースを終えた。
続く第6戦デトロイトでは縁石で弾んだマシンがコントロールを失いウォールに追突、第7戦テキサスはターン3でアンダーステアが出てウォールに接触、第8戦ミルウォーキーは周回遅れのジェームズ・ジェイクスにラインを開けてもらえず接触、3戦連続でリタイアに終わった。第10戦アイオワではマシンのセッティングが決まらず、この年試験導入された予選レースでも奮わず24番手スタートとなった。決勝では序盤に追い上げるが上位陣には遅れを取り、完走は出来たものの3周遅れの12位でフィニッシュした。
第11戦トロントでは11番手スタートから一時5位まで浮上する。しかし終盤ブレーキにトラブルが発生、マシンは持ちこたえたが最終順位を9位まで落とすことになった。第12戦エドモントンではシーズン最高の予選4番手、3番手スタートを獲得、決勝でも上位を維持し53周目に2位までポジションを上げた。その後リーダーのエリオ・カストロネベスを追走するがプッシュ・トゥ・パスの残量で勝るカストロネベスを相手にオーバーテイクには至らず0.8763秒差の2位でフィニッシュ。自己ベストを更新し、武藤英紀と並ぶ日本人ドライバー最高位タイを記録した。年間ランキングは14位（全戦参戦17名）。
また、インディカーとスケジュールが重ならない日程で、日本国内のレースにスポット参戦した。フォーミュラ・ニッポンにはチーム無限より3戦に出場。FIA 世界耐久選手権の第7戦富士6時間にはLMP1クラスのOAKペスカローロより参戦した。

### A.J.フォイト・エンタープライズ

#### 2013年
1月10日、A.J.フォイト・エンタープライズとの契約が発表される（A.J.フォイトは前年のインディ500でのファイナルラップでのチャレンジを見て獲得を決めたという）。序盤2戦はマシントラブルやドリンクシステムのトラブルでピットでの給水を余儀なくされたことなどが響きそれぞれ8位、14位に終わる。
第3戦ロングビーチでは4番手グリッドであったが、決勝直前の最終プラクティスでトップタイムを記録すると、スタートでまずウィル・パワーを抜いて3番手に上がり、23周目には前年のこのレースで佐藤に接触した因縁を持つライアン・ハンター＝レイを抜き去り2位、その後のピットでダリオ・フランキッティを抜いてトップに立つ。その後は一度もトップを譲ることなく圧倒的な速さを見せつけ、インディカー・シリーズ（CART、チャンプカーを含む）の歴史において、また、スーパーフォーミュラ（フォーミュラ・ニッポン以前を含む）を除くトップフォーミュラの歴史において日本人として初めての優勝を飾った。続く第4戦サンパウロでも、残り1周の時点までトップを快走したが、最終ラップでジェームズ・ヒンチクリフに逆転を許し、2位に終わる。それでもこの2位入賞により、佐藤は総合順位首位に浮上した。
しかし第5戦のインディ500では、前年のような見せ場も無く決勝13位に終わった。続く第6戦以降においては、第9戦ミルウォーキーでの決勝7位が唯一の決勝一桁順位となり、それ以外のレースでは自身のミスやマシントラブルで尽く決勝下位に沈んだ。特に10月6日の第18戦（ヒューストン）においては、最終周でデブリを拾ってコントロールを乱し、ダリオ・フランキッティ、E.J.ヴィソとの接触事故を起こす。特にフランキッティの車体は宙に舞いフェンスに激突、脊柱と右足首を骨折する大けがとなり、飛び散った破片で観客14人が負傷するなど、大きなクラッシュとなった。フランキッティの怪我は競技に戻れるまでには治癒せず、このレースをもって引退することとなった。
結局のところ、琢磨は初優勝を飾ったシーズンであったにもかかわらず、第4戦の総合順位首位から最終戦の総合17位（全戦参戦21名）にまで転落し、昨年・一昨年にも及ばない総合順位で終了してしまった。
同年11月には、翌年より本格的なシリーズ展開が予定されているフォーミュラEのワンメイクマシンである「SRT_01E」の開発ドライバーに起用されることが発表された。

#### 2014年

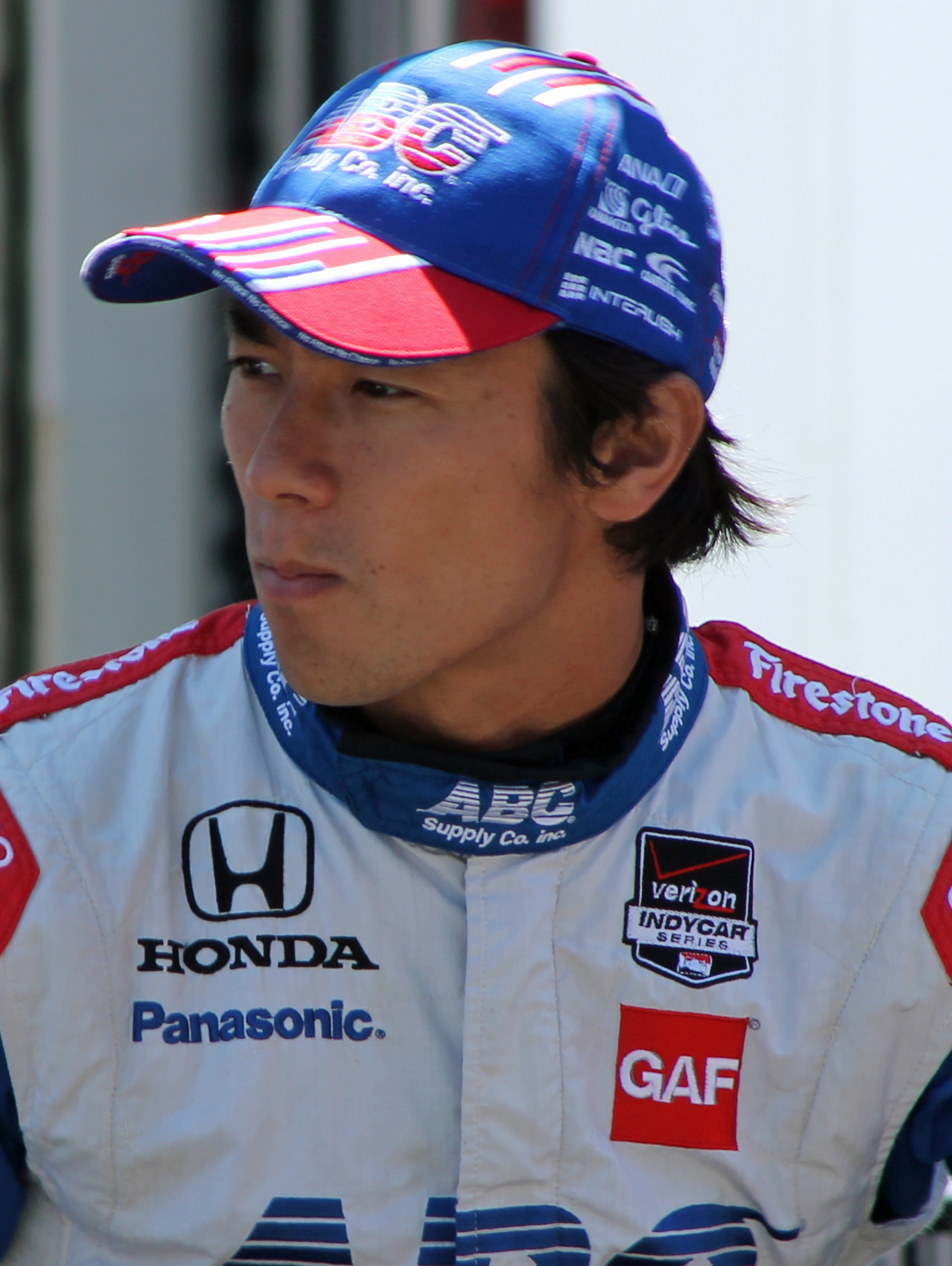
ソノマ・レースウェイでの佐藤琢磨 (2014年)

2014年シーズンもAJフォイト・レーシングで参戦した。開幕戦のセントピーターズバーグではポールポジションを獲得し（決勝は7位）、幸先の良い出だしとなったかに見えた。
しかしこれ以降は、第7戦のデトロイト・レース2でポールを再び獲得したことを除くと、第13戦までの決勝最高位が9位（第4戦インディアナポリス）という不振に陥ってしまう。完走すらままならず、第8戦から第13戦まで6戦連続リタイアも喫している。第14戦トロント・レース2でようやく決勝5位に入り、終盤2戦（第17・18戦）では決勝4位、6位となっている。しかし、総合順位を挽回するには時すでに遅く、前年を更に下回る総合18位（全戦参戦21名）に終わった。
9月に北京で行われたフォーミュラEの開幕戦に鈴木亜久里率いるアムリン・アグリ・フォーミュラEチームよりスポット参戦をした。

#### 2015年
AJフォイト・レーシングで3年目のシーズンを戦った。決勝最高位は2位、総合14位（全戦参戦18名）

#### 2016年
AJフォイト・レーシングで4年目のシーズンを迎える。これは、オーナーのAJフォイトを除くドライバーではチーム最長である。
シーズン終了後、チームがシボレーに移籍、チームも琢磨を残留させる意向であったがホンダとの契約もありチームを離脱、アンドレッティ・オートスポーツに移籍した。

### アンドレッティ・オートスポーツ

#### 2017年

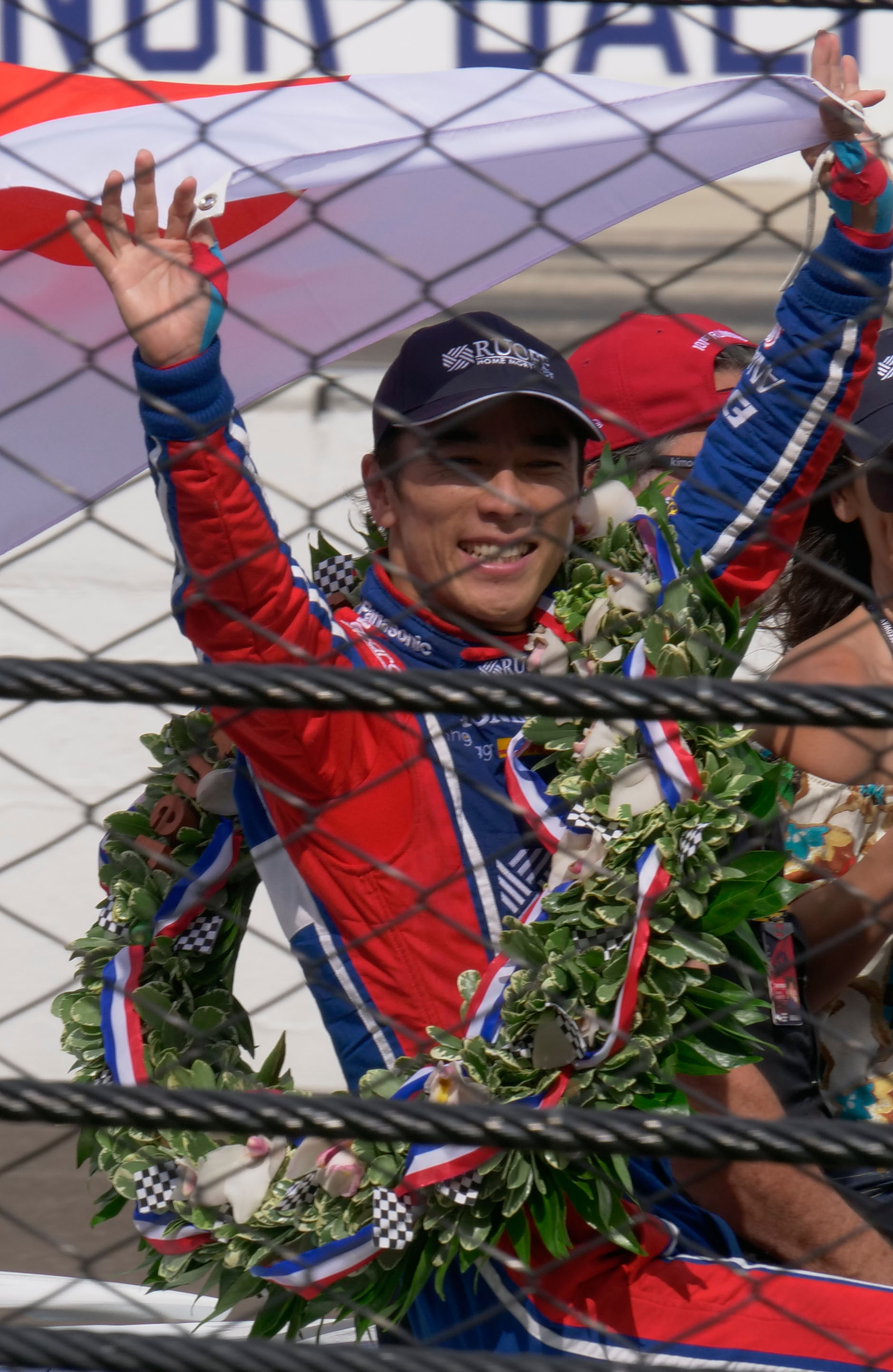
Takuma Sato won Indy500 race in 2017 for the first time ever as Japanese/Asian racing driver.

5月28日、自身8度目となるインディ500では、予選で日本人過去最高の4位に付けた。決勝ではスタートに出遅れたものの65周目にトップに出る。その後ピットミスで10位まで下げるが徐々に順位を上げていき、196周目にエリオ・カストロネベスをかわしてトップに出るとそのままチェッカーフラッグを受け、日本人初のインディ500優勝を達成した（アジア人としても初）。
インディカー・シリーズ参戦124戦目の快挙は、自身のオーバルトラック初勝利でもある。この快挙にチームオーナーであるマイケル・アンドレッティやこの年インディ500にスポット参戦したチームメイトのフェルナンド・アロンソ、更に前年まで所属したA.J.フォイト・エンタープライズのクルー達（ビクトリーレーンに向かうピットレーン上で、ここのクルー達とハイタッチをかわしている）やA.J.フォイトからも祝福を受け、日本国内でも道頓堀グリコサインが優勝を祝うサインを表示するなど琢磨の優勝を祝福した。
日本国政府も「日頃のたゆみない精進によって、モータースポーツにおいて数々の記録を打ち立て、極めて優れた業績を挙げた」として、8月4日付で内閣総理大臣顕彰を授与した。その後もシングルフィニッシュを記録し、シリーズチャンピオンも期待されたが、後半戦以降は精彩を欠いた。それでも自身最高の総合8位を記録している。

### レイホール・レターマン・ラニガン・レーシング（第2期）

#### 2018年

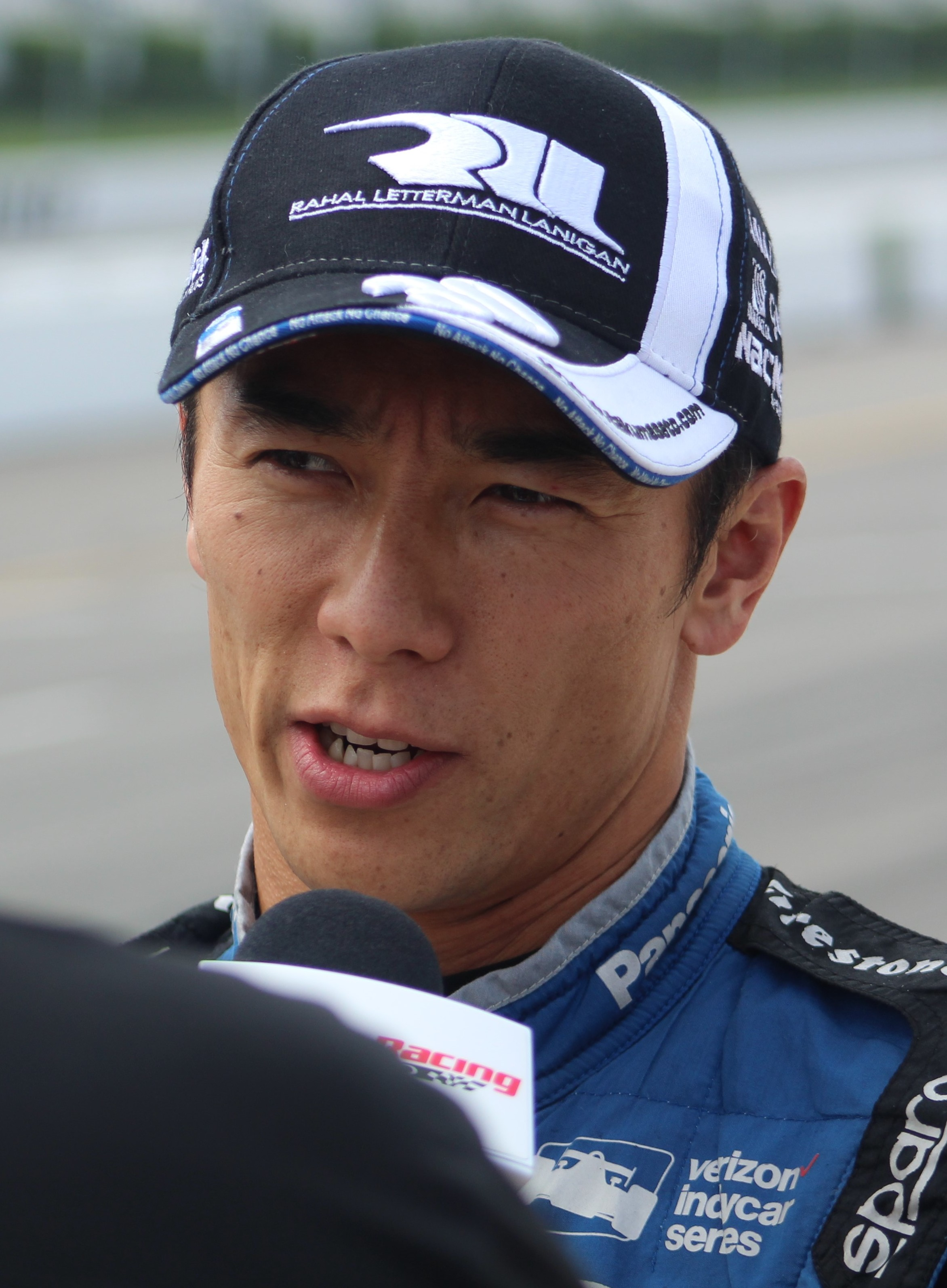
2018年インディABC Supply 500にて

2017年9月20日、アンドレッティがシボレー移籍を匂わせたこともあり、2018年シーズンをRLRに移籍して戦うことを発表。RLRには2012年以来6年ぶりの復帰となる。
開幕前にISMレースウェイで行われた合同テストでは、チームメートのグラハム・レイホールと共に全セッションで最速タイムを独占した。
シーズン開幕戦となるセントピーターズバーグではファスト6に残り予選6位を獲得するが、レースでは中盤にスコット・ディクソンと接触し後退、12位フィニッシュとなった。その後もシーズンを通して戦略面や接触により後退するレースが度々あり、連覇を狙ったインディ500でも序盤に周回遅れのジェームス・ディヴィソンと接触しリタイア、総合32位となった。
第11戦アイオワでは5位走行中の292周目に前方でスピンしたエド・カーペンターと接触。琢磨にダメージはなかったものの、カーペンターの部品が散乱しイエローコーションが提示される。この時点で琢磨より上位にいたジョセフ・ニューガーデン、ロバート・ウィッケンスは再スタートを予測しピットイン。しかし再スタートはなくイエローチェッカーとなり、順位が繰り上がったことで琢磨が3位表彰台を獲得した。
第16戦ポートランドでは予選20番手となるも、スタート直後のイエローコーション中にピットで燃料を継ぎ足し、その後のピットストップを他車より1回減らす作戦を採る。これが見事に功を奏し、自身3度目、ロードコースでは初の優勝を果たした。
9月16日、シーズン最終戦終了直後に、インディカー参戦10年目となる翌年のこのチームへの残留が発表された。

#### 2019年
レイホール移籍2シーズン目（チーム在籍通算3シーズン目）のシーズン。
第3戦のバーバーでレイホール復帰後初、通算8度目のポール・ポジションからスタート、ピットタイミングによる順位変動以外は先頭を走り続け、通算4勝目を自身初のポール・トゥ・ウインで飾った。
インディ500でも一度は周回遅れになりながらも挽回し3位になるなど、ランキングも上位に位置し中盤戦を迎えたが、中盤戦はテキサスでポールポジションを獲得した以外は目立ったリザルトを残せずにタイトル争いからは後退。
そして、第14戦のポコノではスタート直後にアレクサンダー・ロッシと接触。その後、5台を巻き込む多重クラッシュとなった。TV解説を含め、このアクシデントについて他のドライバーたちや元ドライバーからも琢磨の非を問う声が多く上がり、SNSでも琢磨を糾弾する声が上がった。しかし、レイホール・レターマン・ラニガン・レーシングは琢磨のオンボード映像をインディカーに提出し潔白が証明される。琢磨を批判した人たちも次々と批判発言を撤回した。
苦境を乗り越えて迎えた続く第15戦のゲートウェイでは、スタートで出遅れその後に周回遅れにもなるものの、ピットタイミングとイエローコーションのタイミングで幸運に恵まれ、残り43周の再スタートをトップで迎える。そのままトップを維持したファイナルラップではエド・カーペンターと0.0399秒差の大接戦を制し、通算5勝目を初のシーズン複数勝利で飾った。また、この勝利によりロード・ストリート・オーバル・ショートオーバルというインディカーで開催される4つのコースタイプ全てで勝利を挙げたドライバーとなった。
ポイントが2倍となる最終戦ラグナ・セカで21位完走に終わり、2017年のランキング最上位更新はならず、9位でシーズンを終了した。

#### 2020年
引き続きレイホール・レターマン・ラニガン・レーシングより参戦。
COVID-19による影響でシーズン開幕が6月に延期される。その間にインディカー公式が呼びかけiRacingを用いて開催された「インディカー・iRacingチャレンジ」に第4戦もてぎより参戦。GAORA SPORTSでその模様が中継され、自宅にシミュレーターを設置し参戦する様子が放映された。
無観客で行われた開幕戦テキサスはワンデーイベントとなった。練習走行では6位を記録するも、予選ではアウトラップのターン1でNASCAR用に塗布されたPJ1 TrackBite上を走行し、グリップを失いスピン。外側ウォールにクラッシュしてしまう。チームはバックアップカーのセッティングを懸命に行うも、決勝前の車検時間に間に合わず決勝の出走を断念し、琢磨自身インディカー初の決勝DNSとなった。

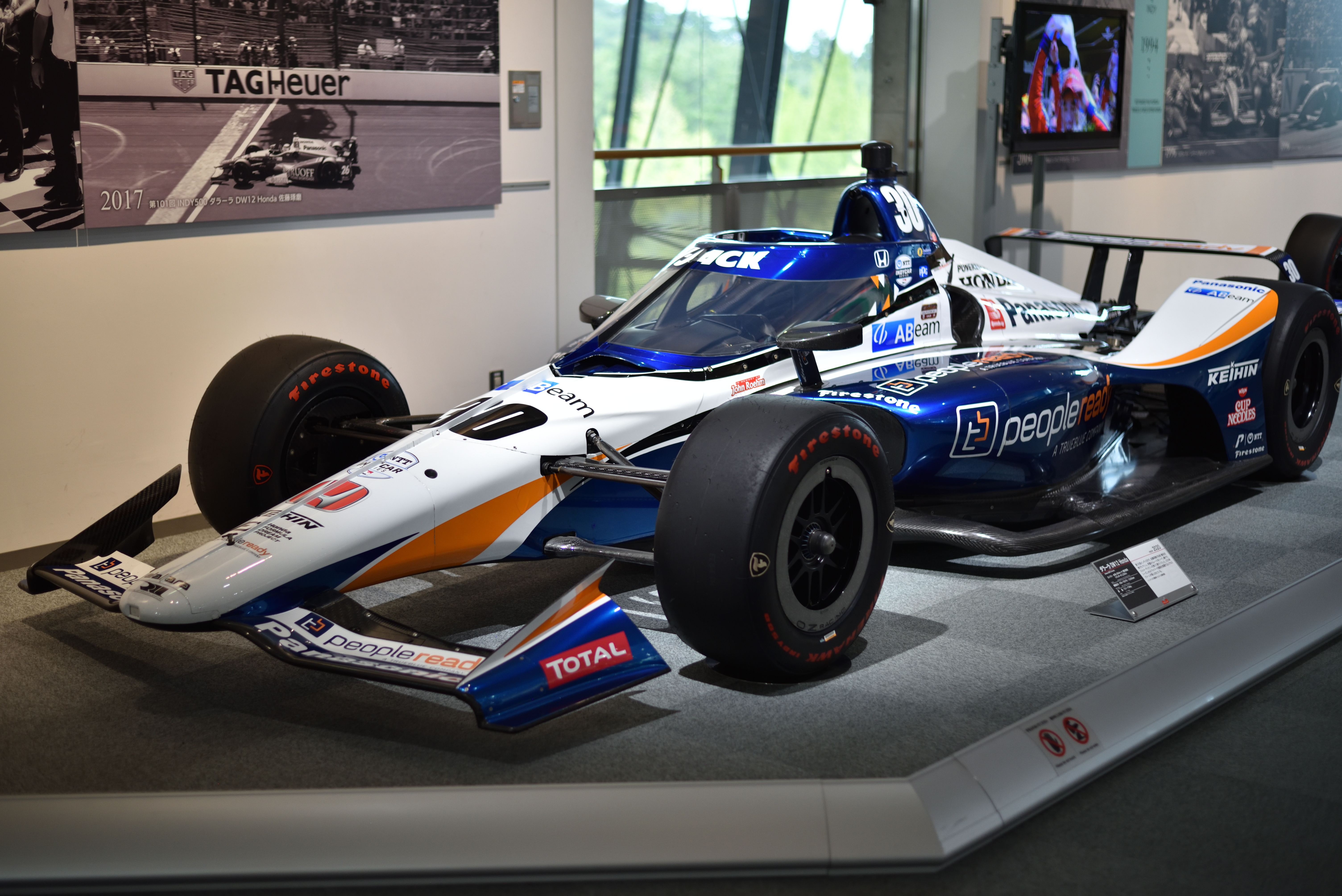
2020年インディ500優勝車両・ダラーラDW12佐藤琢磨搭乗車

8月16日、第7戦インディ500の予選で日本人過去最高の3位、初のフロントロースタートとなった。8月23日の決勝では堅実な走りを見せ、185周目にメインストレートでスコット・ディクソンをパスしてトップに立った。残り5周となったところでチームメイトのスペンサー・ピゴットがクラッシュし、イエローコーションのままチェッカーフラッグが振られた。自身2度目のインディ500優勝、所属チームを16年ぶりの制覇に導いた。

#### 2021年
レイホール・レターマン・ラニガン・レーシングより参戦。連続4年目（通算5年目）の同チームからの参戦となった。この年は1ケタ順位での完走こそ多かったものの、最高位はデトロイトレース1の4位にとどまり、ランキングは11位。このシーズン限りでチームを離脱した。

### デイル・コイン・レーシング

#### 2022年
2022年はデイル・コイン・レーシング（リック・ウェア・レーシングとの共同チーム）へ移籍、フル参戦する。17レース中トップ10以内での完走が4レースのみ、最高位はゲートウェイでの5位でランキング19位に終わり、この年のみでチームを離脱した。

### チップ・ガナッシ・レーシング

#### 2023年
2023年1月17日、インディカーにおける名門中の名門とも言えるチップ・ガナッシ・レーシングへ移籍、インディ500を含めたオーバル全5戦のみながら参戦が発表された。

### レイホール・レターマン・ラニガン・レーシング（第3期）

#### 2024年
この年は再度レイホール・レターマン・ラニガン・レーシングに所属し、インディ500のみにスポット参戦。予選10位、決勝14位となった。
2024年3月19日、LONG BEACH MOTORSPORTS WALK OF FAMEに顕彰される。
2025年
3月11日、昨年と同じくレイホール・レターマン・ラニガン・レーシングに所属し、インディ500にスポット参戦することが発表された。

## フォーミュラE
かつてF1でもタッグを組んでいた鈴木亜久里のチーム、アムリン・アグリからフォーミュラEの初戦にスポット参戦する。結果はリタイアに終わったが、ファステストラップを獲得、2ポイントを得る。
フォーミュラEでの最初のファステストラップ獲得者となった。

## 家族
- 父親は弁護士の佐藤和利、母親は元舞台女優。
- 2005年7月31日に自身の公式サイトで、長年にわたって彼を支えてきた「パートナー」である女性（のちに婚姻）との間に子供が生まれる事を報告。12月23日に男児が誕生し父親になった。2008年9月30日に第2子となる女児が誕生した。その後は家族を日本に置いてアメリカで活動。
- 2017年11月16日の「週刊新潮」において、フリーアナウンサーの内藤聡子と2010年より7年間にわたり不倫関係を続けていることが報道された[45]。妻には2012年の夏に既に発覚しており、代理人を通じて離婚調停が行われているという[45]。琢磨自身も事実関係を認め、公式ブログにて「このような事態を招いてしまったことは、ひとえに私の弱さが原因だったと思っています」と謝罪した[46]。
- 息子の佐藤凛太郎もレーシングドライバーで、レーシングカートを経て2023年からは父・琢磨が校長を務めるホンダレーシングスクール鈴鹿（HRS-Suzuka）に進んだ。2024年はHRS-Suzukaと並行してFIA-F4選手権にPONOS RACINGから参戦[47]。HRS-Suzukaでは首席となり、2025年はHRSのスカラシップでフランスF4に参戦することになった[48]。

## 年譜
- 1977年1月28日 - 東京都新宿区戸山に生まれる。
- 1987年 - 鈴鹿でF1日本GPを観戦し、アイルトン・セナに感激。モータースポーツに憧れを持つ。
- 1989年4月 - 町田市立町田第二中学校に入学。陸上競技部に所属。
- 1992年4月 - 町田市の私立和光高等学校に入学。
- 1992年初春 - 自転車競技を開始。地元のサイクルスポーツ店「たかだフレンド」のクラブに参加する。
- 1993年8月 - シマノ鈴鹿ロードレースで自転車レースデビュー。
- 1994年3月 - 高校に自転車競技部がなかったため、担任を顧問に独力で部を立ち上げる（部員は琢磨本人だけ、後に廃部）。
- 1994年8月10日 - 第45回インターハイの自転車競技ポイントレースで優勝。
- 1995年4月 - 早稲田大学人間科学部スポーツ科学科（現・スポーツ科学部）に特別選抜枠で推薦入学。自転車部に所属。
- 1995年9月 - 全日本大学対抗選手権の自転車競技で2位。
- 1996年4月 - 早稲田大学人間科学部を休学。
- 1996年6月 - 第37回全日本学生選手権の自転車競技男子4km速度競走で優勝。
- 1996年初夏 - アルデックス・ジャパンでカートレーシングを開始。
- 1997年 - 鈴鹿サーキット・レーシング・スクール・フォーミュラ（SRS-F）に入学。
- 1997年 - カート地方選手権FA-2関東・西でシリーズ1位、カート地方選手権FA-2関東・東でシリーズ3位。
- 1997年10月 - 中谷明彦主宰の中谷塾（ドライビング理論アカデミー）を受講、首席卒業。
- 1997年12月23日 - SRS-Fを首席で卒業。全日本F3選手権参戦のスカラシップを獲得。
- 1998年3月 - 無限×童夢チームから全日本F3選手権に参戦。
- 1998年7月 - 無限×童夢チームから離脱。早稲田大学人間科学部を退学し渡英。ストラトフォード・アポン・エイヴォンで寄宿生活を始める。
- 1998年7月26日 - イギリスのフォーミュラ・ボクスホールJr. Rd9,10(スネッタートン)に参戦。(ボクスホールはオペルの子会社)
- 1998年10月 - イギリスのフォーミュラ・オペル・ウィンターシリーズに参戦。シリーズ3位。
- 1999年3月 - フォーミュラ・オペル・ユーロカップに参戦。イギリス選手権で2位。(1999年のレースエンジニアはジョディ・エジントン)
- 1999年3月 - フォーミュラ・オペル・ユーロシリーズに参戦。シリーズ6位。
- 1999年3月 - most improved driver of the yearを受賞。
- 1999年7月 - ダイヤモンド・レーシングからイギリスF3選手権ナショナルクラスに参戦。6戦中3勝を挙げる。
- 1999年11月20日 - マカオGPエリクソン・フォーミュラ・チャレンジで優勝。
- 2000年3月 - カーリン・モータースポーツからイギリスF3選手権に参戦。当時日本人史上最多の4勝、シリーズ3位。
- 2000年3月 - フランスF3選手権にスポット参戦し、優勝。
- 2000年12月 - ジョーダン・無限-ホンダのテストに参加。F1初ドライブ。
- 2001年1月 - B・A・Rホンダのテスト・ドライバーに就任。
- 2001年3月 - 前年に引き続きカーリン・モータースポーツからイギリスF3選手権に参戦。12勝で日本人初のイギリスF3チャンピオンに輝く。
- 2001年7月 - F3インターナショナル・インビテーション・チャレンジで優勝。
- 2001年8月 - マールボロマスターズF3で優勝。
- 2001年10月 - 2002年ジョーダン・ホンダのレギュラードライバーとしてF1参戦発表
- 2001年11月18日 - マカオGP・F3レースで日本人として初の優勝。
- 2002年3月 - ジョーダン・ホンダからF1世界選手権に参戦。シリーズ15位。
- 2002年10月13日 - 日本GPにてF1初入賞（5位）。1997年ハンガリーグランプリの中野信治の6位入賞以来となる5年ぶりの日本人の入賞。
- 2003年1月 - 2003年B・A・Rホンダのリザーブ兼テストドライバーに就任。
- 2003年10月12日 - ジャック・ヴィルヌーヴのチーム離脱を受け、F1日本GPにスポット参戦し6位入賞。シリーズ18位。
- 2004年3月 - B・A・RホンダからF1フル参戦に復帰。
- 2004年4月3日 - バーレーンGPで1994年片山右京に並ぶ予選日本人最高位タイ（5位）を記録。
- 2004年5月8日 - スペインGPで予選日本人最高位を更新（3位）。
- 2004年5月29日 - ヨーロッパGPで予選日本人最高位を更新（2位）し、日本人初のフロントロー獲得。翌日日本人初のラップリーダーも記録した。
- 2004年6月20日 - アメリカGPで日本人最高位タイ（3位）。F1の表彰台に上った日本人ドライバーは、1990年日本GPで鈴木亜久里が3位に入って以来、2人目。
- 2005年7月31日 - 同年12月中旬に第一子誕生の予定を発表（この後、婚姻届出）
- 2005年9月20日 - 2006年のB・A・Rホンダのドライバー体制が、ジェンソン・バトン、ルーベンス・バリチェロの2人となることが正式に決定。これを受けた日本GP前の記者会見で、琢磨はホンダが技術支援して2006年に新規参入するチームからオファーを受けていることが明らかに。その後そのチームは鈴木亜久里が代表を務めるスーパーアグリF1であることが判明した。
- 2006年2月15日 - スーパーアグリF1へ移籍することが発表された。
- 2007年5月13日 - 第4戦スペインGPでチーム創設後初のポイント（8位・1ポイント）を獲得した。
- 2007年6月10日 - 第6戦カナダGPで6位入賞を果たし、3ポイントを獲得した。
- 2008年5月6日 - スーパーアグリF1チームの撤退により、シートを喪失。
- 2010年2月15日 - KVレーシングよりインディカー・シリーズに参戦することを発表。
- 2010年4月12日 - オンラインレーシング・シミュレーション「iRacing.com」のアジア市場進出に向けINTERUSHとのタイアップを発表[49]。
- 2011年6月24日 - インディカー・シリーズ第8戦アイオワの予選で、自身初のPPを獲得（日本人初）。翌日の決勝はリタイア。
- 2011年7月23日 - インディカー・シリーズ第10戦エドモントンの予選で2度目のPPを獲得（翌日の決勝は21位）。
- 2012年2月3日 - レイホール・レターマン・レーシングに移籍することが発表された。
- 2012年4月29日 - インディカー・シリーズ第4戦サンパウロの決勝で、予選25番手ながらも追い上げて3位に入賞する。
日本人で初めてF1世界選手権とインディカー・シリーズ両方のレースで表彰台に上った。
- 2012年7月22日 - インディカー・シリーズ第11戦エドモントンの決勝で、2位入賞し自己最高成績（日本人最高位タイ）を更新。
- 2013年4月21日 - インディカー・シリーズ第3戦ロングビーチ決勝で、日本人初優勝を記録。
- 2017年5月29日 - インディカー・シリーズ第6戦インディ500決勝で、日本人初のインディ500優勝を記録。
- 2018年9月3日 - インディカー・シリーズ第16戦ポートランド決勝で、自身3度目の優勝を記録。
- 2019年4月7日 - インディカー・シリーズ第3戦アラバマの予選で8度目のPPを獲得。翌日の決勝でポール・トゥ・ウィンを果たし、自身4度目の優勝を記録。
- 2019年8月24日 - インディカー・シリーズ第15戦ゲートウェイ決勝で、自身5度目の優勝を記録。
- 2020年8月23日 - インディカー・シリーズ第7戦インディ500決勝で、2度目のインディ500優勝を記録。

## 自転車競技成績

### 記録
- 第19回チャレンジサイクルロードレース A-2J 優勝 1ﾟ09′04″87 (1994年（平成6年）3月20日・修善寺サイクルスポーツセンター)
- 男子4km速度競争 - 5分2秒30（1995年7月7日・石川県内灘町）
- 男子1km速度競争 - 1分9秒298（1995年9月1日・青森県八戸）
- 男子フライング200m - 11秒442（1996年9月25日・静岡県修善寺）

## 自動車レース成績

### 略歴
| 年      | シリーズ                                               | チーム                                                         | レース           | PP               | 勝利             | ポイント         | 順位             |
| ------- | ------------------------------------------------------ | -------------------------------------------------------------- | ---------------- | ---------------- | ---------------- | ---------------- | ---------------- |
| 1998    | 全日本F3選手権                                         | 童夢プロジェクト                                               | 1                | 0                | 0                | 0                | NC               |
| 1999    | イギリス・フォーミュラ3 - ナショナル・クラス           | ダイヤモンド・レーシング                                       | 7                | 0                | 0                | 103              | 4位              |
| 1999    | ヨーロッパ・カップ・ブリテン                           | ダイヤモンド・レーシング                                       | ?                | ?                | ?                | 48               | 2位              |
| 1999    | フォーミュラ・オペル・ヨーロピアン・ユニオン・シリーズ | ダイヤモンド・レーシング                                       | ?                | ?                | 1                | 115              | 6位              |
| 2000    | イギリス・フォーミュラ3                                | カーリン・モータースポーツ                                     | 12               | 6                | 4                | 129              | 3位              |
| 2000    | ヨーロピアン・フォーミュラ3・カップ                    | カーリン・モータースポーツ                                     | 1                | 0                | 0                | N/A              | NC               |
| 2000    | マカオグランプリ                                       | カーリン・モータースポーツ                                     | 1                | 0                | 0                | N/A              | 14位             |
| 2000    | マスターズ・オブ・フォーミュラ3                        | カーリン・モータースポーツ                                     | 1                | 0                | 0                | N/A              | 28位             |
| 2000    | コリア・スーパープリ                                   | カーリン・モータースポーツ                                     | 1                | 0                | 0                | N/A              | 8位              |
| 2001    | イギリス・フォーミュラ3                                | カーリン・モータースポーツ                                     | 25               | 6                | 12               | 345              | 1位              |
| 2001    | ヨーロピアン・フォーミュラ3・カップ                    | カーリン・モータースポーツ                                     | 1                | 0                | 0                | N/A              | NC               |
| 2001    | マカオグランプリ                                       | カーリン・モータースポーツ                                     | 1                | 0                | 1                | N/A              | 1位              |
| 2001    | マスターズ・オブ・フォーミュラ3                        | カーリン・モータースポーツ                                     | 1                | 0                | 1                | N/A              | 1位              |
| 2001    | フォーミュラ1                                          | ラッキーストライク・BAR・ホンダ                                | テストドライバー | テストドライバー | テストドライバー | テストドライバー | テストドライバー |
| 2002    | フォーミュラ1                                          | DHL・ジョーダン・ホンダ                                        | 17               | 0                | 0                | 2                | 15位             |
| 2003    | フォーミュラ1                                          | ラッキーストライク・BAR・ホンダ                                | 1                | 0                | 0                | 3                | 18位             |
| 2004    | フォーミュラ1                                          | ラッキーストライク・BAR・ホンダ                                | 18               | 0                | 0                | 34               | 8位              |
| 2005    | フォーミュラ1                                          | ラッキーストライク・BAR・ホンダ                                | 16               | 0                | 0                | 1                | 23位             |
| 2006    | フォーミュラ1                                          | スーパーアグリF1チーム                                         | 18               | 0                | 0                | 0                | 23位             |
| 2007    | フォーミュラ1                                          | スーパーアグリF1チーム                                         | 17               | 0                | 0                | 4                | 17位             |
| 2008    | フォーミュラ1                                          | スーパーアグリF1チーム                                         | 4                | 0                | 0                | 0                | 21位             |
| 2010    | インディカー・シリーズ                                 | KVレーシング・テクノロジー                                     | 17               | 0                | 0                | 214              | 21位             |
| 2011    | インディカー・シリーズ                                 | KVレーシング・テクノロジー - ロータス                          | 17               | 2                | 0                | 282              | 13位             |
| 2012    | インディカー・シリーズ                                 | レイホール・レターマン・ラニガン・レーシング                   | 15               | 0                | 0                | 281              | 14位             |
| 2013    | インディカー・シリーズ                                 | A.J.フォイト・エンタープライズ                                 | 19               | 2                | 1                | 322              | 17位             |
| 2014    | インディカー・シリーズ                                 | A.J.フォイト・エンタープライズ                                 | 18               | 2                | 0                | 350              | 18位             |
| 2014-15 | フォーミュラE                                          | アムリン・アグリ                                               | 1                | 0                | 0                | 2                | 24位             |
| 2015    | インディカー・シリーズ                                 | A.J.フォイト・エンタープライズ                                 | 16               | 0                | 0                | 323              | 14位             |
| 2016    | インディカー・シリーズ                                 | A.J.フォイト・エンタープライズ                                 | 16               | 0                | 0                | 320              | 17位             |
| 2017    | インディカー・シリーズ                                 | アンドレッティ・オートスポーツ                                 | 17               | 2                | 1                | 441              | 8位              |
| 2018    | インディカー・シリーズ                                 | レイホール・レターマン・ラニガン・レーシング                   | 17               | 1                | 0                | 351              | 12位             |
| 2019    | インディカー・シリーズ                                 | レイホール・レターマン・ラニガン・レーシング                   | 17               | 2                | 2                | 415              | 9位              |
| 2020    | インディカー・シリーズ                                 | レイホール・レターマン・ラニガン・レーシング                   | 14               | 1                | 1                | 348              | 7位              |
| 2021    | インディカー・シリーズ                                 | レイホール・レターマン・ラニガン・レーシング                   | 16               | 0                | 0                | 324              | 11位             |
| 2022    | インディカー・シリーズ                                 | デイル・コイン・レーシング ウィズ リック・ウェアー・レーシング | 0                | 0                | 0                | 0*               | NC*              |

- * : 今シーズンの順位。（現時点）

### F1デビュー以前
- 1997年 - カート地方選手権FA-2関東・西 シリーズ1位
- 1997年 - カート地方選手権FA-2関東・東 シリーズ3位

- 1998年 - 全日本F3選手権にスポット参戦 （チーム:童夢） （マシン:ダラーラF398無限）

Rd.1 鈴鹿 19位 /予選6位
Rd.2 筑波 欠場 /予選15位
- 1998年 - フォーミュラ・ボクスホールJr.（イギリス）
- 1998年 - フォーミュラ・オペル・ウィンターシリーズ 3位（チーム:ダイヤモンド・レーシング）

- 1999年 - フォーミュラ・オペル・ユーロカップ シリーズ2位

Rd.1 （ドニントンパーク）1位 /予選2位
- 1999年 - フォーミュラ・オペル・ユーロシリーズ 6位
- 1999年 - イギリスF3スカラシップ参戦 （チーム:カーリン・モータースポーツ）
- 1999年7月 - イギリスF3選手権（ナショナル・クラス） 3勝
- 1999年11月 - マカオGPエリクソン・フォーミュラ・チャレンジで優勝

- 2000年 - イギリスF3選手権（ナショナル・クラス） シリーズ3位 （チーム:カーリン・モータースポーツ） （マシン:ダラーラF300無限）

Rd.1 スラクストン リタイア /予選7位
Rd.2 クロフト 5位 /予選3位
Rd.3 オウルントンパーク リタイア /予選11位
Rd.4(R1) ドニントンパーク リタイア /予選1位
Rd.4(R2) ドニントンパーク 9位 /予選25位
Rd.5 シルヴァーストーン 1位 /予選1位
Rd.6 ブランズハッチ 2位 /予選4位
Rd.7(R1) ドニントンパーク 3位 /予選7位
Rd.7(R2) ドニントンパーク 9位 /予選5位
Rd.8 クロフト 1位 /予選1位
Rd.9 シルバーストン 1位 /予選1位
Rd.10 スネッタートン 6位 /予選6位
Rd.12 シルバーストン 1位 /予選2位
- 2000年6月 - ヨーロッパF3選手権（ポー）リタイア /予選24位
- 2000年7月 - フランスF3選手権スポット参戦で優勝

Rd.5(R1) スパ・フランコルシャン 1位 /予選8位
Rd.5(R2) スパ・フランコルシャン リタイア /予選2位
- 2000年8月 - マルボロ・マスターズF3（ザントフールト）28位 /予選2位
- 2000年11月 - マカオGP・F3レース（ギア・サーキット）リタイア /予選2位

- 2001年 - イギリスF3選手権 シリーズチャンピオン （チーム:カーリン・モータースポーツ） （マシン:ダラーラF300無限）

Rd.1(R1) シルバーストン 12位 /予選3位
Rd.1(R2) シルバーストン 4位 /予選4位
Rd.2(R1) スネッタートン リタイア /予選4位
Rd.2(R2) スネッタートン 2位 /予選3位
Rd.3(R1) ドニントンパーク 1位 /予選2位
Rd.3(R2) ドニントンパーク リタイア /予選3位
Rd.4(R1) オウルトンパーク 1位 /予選1位
Rd.4(R2) オウルトンパーク 1位 /予選4位
Rd.5(R1) クロフト 失格 /予選2位
Rd.5(R2) クロフト 1位 /予選3位
Rd.6(R1) ロッキンガム 1位 /予選2位
Rd.6(R2) ロッキンガム 1位 /予選2位
Rd.7(R1) キャッスルクーム 2位 /予選1位
Rd.7(R2) キャッスルクーム 2位 /予選4位
Rd.8(R1) ブランズハッチ 9位 /予選1位
Rd.8(R2) ブランズハッチ 1位 /予選4位
Rd.9(R1) ドニントンパーク 12位 /予選1位
Rd.9(R2) ドニントンパーク 1位 /予選1位
Rd.10(R1) ノックヒル 1位 /予選2位
Rd.10(R2) ノックヒル 1位 /予選3位
Rd.11(R1) スラクストン 2位 /予選2位
Rd.11(R2) スラクストン 8位 /予選3位
Rd.12(R1) ブランズハッチ 2位 /予選2位
Rd.12(R2) ブランズハッチ 1位 /予選2位
Rd.13(R1) シルバーストン 18位 /予選3位
Rd.13(R2) シルバーストン 1位 /予選1位
- 2001年6月 - ヨーロッパF3選手権 リタイア /予選4位
- 2001年7月 - F3インターナショナル・インビテーション・チャレンジ（シルヴァーストーン） 1位 /予選1位
- 2001年8月 - マールボロ・マスターズF3（ザントフールト） 1位 /予選1位
- 2001年9月 - エルフF3マスターズ（スパ・フランコルシャン） 3位 /予選2位
- 2001年11月 - マカオGP・F3レース（ギア・サーキット）1位 /予選2位

#### イギリス・フォーミュラ3選手権
| 年     | チーム                     | エンジン | クラス | 1         | 2       | 3         | 4         | 5       | 6         | 7       | 8       | 9         | 10       | 11       | 12        | 13       | 14       | 15      | 16       | 17       | 18      | 19    | 20      | 21      | 22      | 23      | 24      | 25       | 26      | 順位 | ポイント |
| ------ | -------------------------- | -------- | ------ | --------- | ------- | --------- | --------- | ------- | --------- | ------- | ------- | --------- | -------- | -------- | --------- | -------- | -------- | ------- | -------- | -------- | ------- | ----- | ------- | ------- | ------- | ------- | ------- | -------- | ------- | ---- | -------- |
| 1999年 | ダイヤモンド・レーシング   | 無限     | B      | DON 1     | SIL 1   | THR       | BRH 1     | BRH 2   | OUL 1     | CRO 1   | BRH 1   | SIL 1 16  | SNE 1 10 | PEM 1 14 | PEM 2 Ret | DON 1    | SPA 1 18 | SIL 1 8 | THR 1 11 |          |         |       |         |         |         |         |         |          |         | 4位  | 103      |
| 2000年 | カーリン・モータースポーツ | 無限     | C      | THR 1 Ret | CRO 1 5 | OUL 1 Ret | DON 1 Ret | DON 2 9 | SIL 1     | BRH 1 2 | DON 1 3 | DON 2 9   | CRO 1    | SIL 1    | SNE 1 6   | SPA 1 21 | SIL 1    |         |          |          |         |       |         |         |         |         |         |          |         | 3位  | 129      |
| 2001年 | カーリン・モータースポーツ | 無限     | C      | SIL 1 12  | SIL 2 4 | DON 1 Ret | DON 2     | SNE 1   | SNE 2 Ret | OUL 1   | OUL 2 1 | CRO 1 DSQ | CRO 2 1  | ROC 1    | ROC 2 1   | CAS 1 2  | CAS 2    | BRH 1 9 | BRH 2 1  | DON 1 12 | DON 2 1 | KNO 1 | KNO 2 1 | THR 1 2 | THR 2 8 | BRH 1 2 | BRH 2 1 | SIL 1 18 | SIL 2 1 | 1位  | 345      |

- 太字はポールポジション、斜字はファステストラップ。(key)

### F1
| 年     | エントラント   | シャシー | エンジン              | 1       | 2       | 3       | 4       | 5       | 6       | 7       | 8       | 9       | 10      | 11      | 12      | 13     | 14      | 15      | 16      | 17     | 18      | 19      | WDC  | ポイント |
| ------ | -------------- | -------- | --------------------- | ------- | ------- | ------- | ------- | ------- | ------- | ------- | ------- | ------- | ------- | ------- | ------- | ------ | ------- | ------- | ------- | ------ | ------- | ------- | ---- | -------- |
| 2002年 | ジョーダン     | EJ12     | ホンダ RA002E 3.0 V10 | AUS Ret | MAL 9   | BRA 9   | SMR Ret | ESP Ret | AUT Ret | MON Ret | CAN 10  | EUR 16  | GBR Ret | FRA Ret | GER 8   | HUN 10 | BEL 11  | ITA 12  | USA 11  | JPN 5  |         |         | 15位 | 2        |
| 2003年 | B・A・R        | 005      | ホンダ RA003E 3.0 V10 | AUS     | MAL     | BRA     | SMR     | ESP     | AUT     | MON     | CAN     | EUR     | FRA     | GBR     | GER     | HUN    | ITA     | USA     | JPN 6   |        |         |         | 18位 | 3        |
| 2004年 | B・A・R        | 006      | ホンダ RA004E 3.0 V10 | AUS 9   | MAL 15† | BHR 5   | SMR 16† | ESP 5   | MON Ret | EUR Ret | CAN Ret | USA 3   | FRA Ret | GBR 11  | GER 8   | HUN 6  | BEL Ret | ITA 4   | CHN 6   | JPN 4  | BRA 6   |         | 8位  | 34       |
| 2005年 | B・A・R        | 007      | ホンダ RA005E 3.0 V10 | AUS 14  | MAL PO  | BHR Ret | SMR DSQ | ESP     | MON     | EUR 12  | CAN Ret | USA DNS | FRA 11  | GBR 16  | GER 12  | HUN 8  | TUR 9   | ITA 16  | BEL Ret | BRA 10 | JPN DSQ | CHN Ret | 23位 | 1        |
| 2006年 | スーパーアグリ | SA05     | ホンダ RA806E 2.4 V8  | BHR 18  | MAL 14  | AUS 12  | SMR Ret | EUR Ret | ESP 17  | MON Ret | GBR 17  | CAN 15† | USA Ret | FRA Ret |         |        |         |         |         |        |         |         | 23位 | 0        |
| 2006年 | スーパーアグリ | SA06     | ホンダ RA806E 2.4 V8  |         |         |         |         |         |         |         |         |         |         |         | GER Ret | HUN 13 | TUR NC  | ITA 16  | CHN DSQ | JPN 15 | BRA 10  |         | 23位 | 0        |
| 2007年 | スーパーアグリ | SA07     | ホンダ RA807E 2.4 V8  | AUS 12  | MAL 13  | BHR Ret | ESP 8   | MON 17  | CAN 6   | USA Ret | FRA 16  | GBR 14  | EUR Ret | HUN 15  | TUR 18  | ITA 16 | BEL 15  | JPN 15† | CHN 14  | BRA 12 |         |         | 17位 | 4        |
| 2008年 | スーパーアグリ | SA08     | ホンダ RA808E 2.4 V8  | AUS Ret | MAL 16  | BHR 17  | ESP 13  | TUR     | MON     | CAN     | FRA     | GBR     | GER     | HUN     | EUR     | BEL    | ITA     | SIN     | CHN     | JPN    | BRA     |         | 21位 | 0        |

(key)
- † : リタイアだが、90%以上の距離を走行したため規定により完走扱い。

### インディカー・シリーズ
| 年     | チーム                                                         | シャシー        | エンジン | 1      | 2      | 3      | 4      | 5       | 6       | 7       | 8       | 9       | 10      | 11      | 12      | 13      | 14     | 15     | 16     | 17      | 18      | 19     | ランク | ポイント |
| ------ | -------------------------------------------------------------- | --------------- | -------- | ------ | ------ | ------ | ------ | ------- | ------- | ------- | ------- | ------- | ------- | ------- | ------- | ------- | ------ | ------ | ------ | ------- | ------- | ------ | ------ | -------- |
| 2010年 | KVレーシング・テクノロジー                                     | ダラーラ・IR-05 | ホンダ   | SÃO 22 | STP 22 | ALA 25 | LBH 18 | KAN 24  | INDY 20 | TXS 25  | IOW 19  | WGL 15  | TOL 25  | EDM 9   | MDO 25  | SNM 18  | CHI 26 | KTY 27 | MOT 12 | HMS 18  |         |        | 21位   | 214      |
| 2011年 | KVレーシング・テクノロジー - ロータス                          | ダラーラ・IR-05 | ホンダ   | STP 5  | ALA 17 | LBH 21 | SÃO 8  | INDY 33 | TXS 5   | TXS 12  | MIL 8   | IOW 19  | TOR 20  | EDM 21  | MDO 4   | NHM 7   | SNM 18 | BAL 18 | MOT 10 | KTY 15  | LVS1 C  |        | 13位   | 282      |
| 2012年 | レイホール・レターマン・ラニガン・レーシング                   | ダラーラ・DW12  | ホンダ   | STP 22 | ALA 24 | LBH 8  | SÃO 3  | INDY 17 | DET 20  | TXS 22  | MIL 20  | IOW 12  | TOR 9   | EDM 2   | MDO 13  | SNM 27  | BAL 21 | FON 7  |        |         |         |        | 14位   | 281      |
| 2013年 | A.J.フォイト・エンタープライズ                                 | ダラーラ・DW12  | ホンダ   | STP 8  | ALA 14 | LBH 1  | SÃO 2  | INDY 13 | DET1 19 | DET2 23 | TXS 11  | MIL 7   | IOW 23  | POC 22  | TOR1 24 | TOR2 20 | MDO 22 | SNM 23 | BAL 24 | HOU1 17 | HOU2 14 | FON 17 | 17位   | 322      |
| 2014年 | A.J.フォイト・エンタープライズ                                 | ダラーラ・DW12  | ホンダ   | STP 7  | LBH 22 | ALA 13 | IMS 9  | INDY 19 | DET1 18 | DET2 18 | TXS 18  | HOU1 22 | HOU2 19 | POC 21  | IOW 22  | TOR1 23 | TOR2 5 | MDO 18 | MIL 15 | SNM 4   | FON 6   |        | 18位   | 350      |
| 2015年 | A.J.フォイト・エンタープライズ                                 | ダラーラ・DW12  | ホンダ   | STP 13 | NLA 22 | LBH 18 | ALA 17 | IMS 9   | INDY 13 | DET1 11 | DET2 2  | TXS 16  | TOR 10  | FON 18  | MIL 14  | IOW 19  | MDO 24 | POC 6  | SNM 8  |         |         |        | 14位   | 323      |
| 2016年 | A.J.フォイト・エンタープライズ                                 | ダラーラ・DW12  | ホンダ   | STP 6  | PHX 15 | LBH 5  | ALA 13 | IMS 18  | INDY 26 | DET1 11 | DET2 10 | RDA 17  | IOW 11  | TOR 5   | MDO 9   | POC 22  | TXS 20 | WGL 17 | SNM 14 |         |         |        | 17位   | 320      |
| 2017年 | アンドレッティ・オートスポーツ                                 | ダラーラ・DW12  | ホンダ   | STP 5  | LBH 18 | ALA 9  | PHX 16 | IMS 12  | INDY 1  | DET1 8  | DET2 4  | TXS 10  | ROA 19  | IOW 16  | TOR 16  | MDO 5   | POC 13 | GTW 19 | WGL 19 | SNM 20  |         |        | 8位    | 441      |
| 2018年 | レイホール・レターマン・ラニガン・レーシング                   | ダラーラ・DW12  | ホンダ   | STP 12 | PHX 11 | LBH 21 | ALA 8  | IMS 10  | INDY 32 | DET1 5  | DET2 17 | TXS 7   | ROA 4   | IOW 3   | TOR 22  | MDO 17  | POC 21 | GTW 9  | POR 1  | SNM 25  |         |        | 12位   | 351      |
| 2019年 | レイホール・レターマン・ラニガン・レーシング                   | ダラーラ・DW12  | ホンダ   | STP 19 | COTA 7 | ALA 1  | LBH 8  | IMS 14  | INDY 3  | DET1 3  | DET2 13 | TXS 15  | ROA 10  | TOR 22  | IOW 20  | MDO 19  | POC 21 | GTW 1  | POR 15 | LGS 21  |         |        | 9位    | 415      |
| 2020年 | レイホール・レターマン・ラニガン・レーシング                   | ダラーラ・DW12  | ホンダ   | TXS 24 | IMS 10 | ROA1 9 | ROA2 8 | IOW1 10 | IOW2 21 | INDY 1  | GTW1 2  | GTW2 9  | MDO1 17 | MDO2 18 | IMS1 18 | IMS2 14 | STP 10 |        |        |         |         |        | 7位    | 348      |
| 2021年 | レイホール・レターマン・ラニガン・レーシング                   | ダラーラ・DW12  | ホンダ   | ALA 13 | STP 6  | TXS 9  | TXS 14 | IMS 16  | INDY 14 | DET1 4  | DET2 12 | ROA 8   | MDO 10  | NSH 25  | IMS 10  | GTW 6   | POR 12 | LAG 27 | LBH 9  |         |         |        | 11位   | 324      |
| 2022年 | デイル・コイン・レーシング ウィズ リック・ウェアー・レーシング | ダラーラ・DW12  | ホンダ   | STP 10 | TXS 20 | LBH 17 | ALA 13 | IMS1 7  | INDY 25 | DET 13  | ROA 15  | MDO 14  | TOR 25  | IOW1 21 | IOW2 10 | IMS2 15 | NSH 21 | GTW 5  | POR 18 | LAG 23  |         |        | 19位   | 258      |
| 2023年 | チップ・ガナッシ・レーシング                                   | ダラーラ・DW12  | ホンダ   | STP    | TXS 28 | LBH    | ALA    | IMS     | INDY 7  | DET     | ROA     | MDO     | TOR     | IOW 9   | IOW 25  | NSH     | IMS    | GTW 26 | POR    | LAG     |         |        | 29位   | 70       |
| 2024年 | レイホール・レターマン・ラニガン・レーシング                   | ダラーラ・DW12  | ホンダ   | STP    | THE    | LBH    | ALA    | IMS     | INDY 14 | DET     | ROA     | LAG     | MDO     | IOW     | IOW     | TOR     | GTW    | POR    | MIL    | MIL     | NSH     |        | 37位   | 19       |
| 2025年 | レイホール・レターマン・ラニガン・レーシング                   | ダラーラ・DW12  | ホンダ   | STP    | THE    | LBH    | ALA    | IMS     | INDY 9* | DET     | GTW     | ROA     | MDO     | IOW     | IOW     | TOR     | LAG    | POR    | MIL    | NSH     |         |        | 27位*  | 36*      |

- 太字はポールポジション、斜字はファステストラップ。(key)
- 1 : 決勝レース中に多重クラッシュが発生し、この影響でダン・ウェルドンが死亡する事態となる。そのためレースはクラッシュが発生した11周目を以て中止となった。

| 参戦年数 | チーム | レース | PP | 勝利 | トップ5 | トップ10 | インディ500優勝回数 | チャンピオンシップ |
| -------- | ------ | ------ | -- | ---- | ------- | -------- | ------------------- | ------------------ |
| 12       | 4      | 199    | 10 | 6    | 23      | 55       | 2                   | 0                  |

#### インディアナポリス500
| 年     | シャシー | エンジン | スタート | フィニッシュ | チーム                                                         |
| ------ | -------- | -------- | -------- | ------------ | -------------------------------------------------------------- |
| 2010年 | ダラーラ | ホンダ   | 31       | 20           | KVレーシング・テクノロジー                                     |
| 2011年 | ダラーラ | ホンダ   | 10       | 33           | KVレーシング・テクノロジー - ロータス                          |
| 2012年 | ダラーラ | ホンダ   | 19       | 17           | レイホール・レターマン・ラニガン・レーシング                   |
| 2013年 | ダラーラ | ホンダ   | 18       | 13           | A.J.フォイト・エンタープライズ                                 |
| 2014年 | ダラーラ | ホンダ   | 23       | 19           | A.J.フォイト・エンタープライズ                                 |
| 2015年 | ダラーラ | ホンダ   | 24       | 13           | A.J.フォイト・エンタープライズ                                 |
| 2016年 | ダラーラ | ホンダ   | 12       | 26           | A.J.フォイト・エンタープライズ                                 |
| 2017年 | ダラーラ | ホンダ   | 4        | 1            | アンドレッティ・オートスポーツ                                 |
| 2018年 | ダラーラ | ホンダ   | 16       | 32           | レイホール・レターマン・ラニガン・レーシング                   |
| 2019年 | ダラーラ | ホンダ   | 14       | 3            | レイホール・レターマン・ラニガン・レーシング                   |
| 2020年 | ダラーラ | ホンダ   | 3        | 1            | レイホール・レターマン・ラニガン・レーシング                   |
| 2021年 | ダラーラ | ホンダ   | 15       | 14           | レイホール・レターマン・ラニガン・レーシング                   |
| 2022年 | ダラーラ | ホンダ   | 10       | 25           | デイル・コイン・レーシング ウィズ リック・ウェアー・レーシング |
| 2023年 | ダラーラ | ホンダ   | 8        | 7            | チップ・ガナッシ・レーシング                                   |
| 2024年 | ダラーラ | ホンダ   | 10       | 14           | レイホール・レターマン・ラニガン・レーシング                   |
| 2025年 | ダラーラ | ホンダ   | 2        | 9            | レイホール・レターマン・ラニガン・レーシング                   |

### FIA 世界耐久選手権
| 年     | エントラント  | クラス | シャシー           | エンジン              | 1   | 2   | 3   | 4   | 5   | 6   | 7      | 8      | ランク | ポイント |
| ------ | ------------- | ------ | ------------------ | --------------------- | --- | --- | --- | --- | --- | --- | ------ | ------ | ------ | -------- |
| 2012年 | OAKレーシング | LMP1   | OAK ペスカロロ・01 | ホンダ LM-V8 3.4 L V8 | SEB | SPA | LMS | SIL | SÃO | BHR | FUJ 16 | SHA 14 | 80位   | 1        |

(key)

### フォーミュラ・ニッポン／スーパーフォーミュラ
| 年     | エントラント | 1      | 2   | 3   | 4   | 5      | 6     | 7      | 7      | DC   | ポイント |
| ------ | ------------ | ------ | --- | --- | --- | ------ | ----- | ------ | ------ | ---- | -------- |
| 2012年 | TEAM 無限    | SUZ    | TRM | AUT | FSW | TRM    | SUG 9 | SUZ 17 | SUZ 10 | 15位 | 0        |
| 2013年 | TEAM 無限    | SUZ 15 | AUT | FSW | TRM | SUG 11 | SUZ 9 | SUZ 8  |        | 18位 | 0.5      |

(key)

### フォーミュラE
| 年        | チーム           | 車両                     | 1       | 2   | 3   | 4   | 5   | 6   | 7   | 8   | 9   | 10  | 11  | 順位 | ポイント |
| --------- | ---------------- | ------------------------ | ------- | --- | --- | --- | --- | --- | --- | --- | --- | --- | --- | ---- | -------- |
| 2014-15年 | アムリン・アグリ | スパーク-ルノー・SRT 01E | BEI Ret | PUT | PDE | BNA | MIA | LBH | MON | BER | MOS | LON | LON | 24位 | 2        |

- 太字はポールポジション、斜字はファステストラップ。(key)